# 勁歌金榜
《勁歌金榜》（英語：JSG Billboard） 為香港無綫電視製作的音樂節目，主持為許文軒，節目公佈「勁歌金榜」榜中二十首上榜歌曲排名，並訪問來自不同地方、音樂界別及年齡層的歌手，帶出「香港還有很多高質素音樂」的重要信息。
節目原為《勁歌金曲》中其中一項環節，後因《勁歌金曲》停播而被分拆成一獨立節目。

## 沿革
1986年1月25日，《勁歌金曲》節目新增「勁歌金榜」項目，順序排列出該星期最受歡迎的十首歌曲。每次上榜的歌曲將自動入選為每次《勁歌金曲季選》的候選歌曲，而於季選得獎的十首歌曲，將角逐每年一度於《十大勁歌金曲頒獎典禮》中頒發的十大勁歌金曲獎。初期勁歌金榜的計分方法分三部分：AGB市場抽樣調查（40%）、現場觀眾投票（30%）、勁歌金曲委員會投票（30%）。
1988年，《勁歌金曲》節目增設「金曲挑戰站」項目，播放每周候選勁歌金榜的歌曲。自7月9日起，由節目中原有的四首挑戰歌增至七首，並於每周《勁歌金曲》節目中先首播兩首，每晚《歡樂今宵》節目中首播一首。翡翠台於下午6時20分亦會首播一首，當中包括重播歌曲，共計七首。勁歌金榜又增設新環節「本周榜首金曲」，專門介紹每周登上勁歌金榜第一位的歌曲。 後《金曲挑戰站》成為獨立節目，播放至2004年為止。
因應《勁歌金曲》於2023年5月21日播出最後一集，「勁歌金榜」自2023年5月27日起分拆成一獨立節目。逢星期六23:00-23:15於翡翠台播出，由許文軒主持，並邀請歌手參與其訪問。同年，「勁歌金榜」第22周起上榜排名由原先十位增至二十位。現時節目除了由主持公佈「勁歌金榜」榜中二十首上榜歌曲排名外，亦會訪問來自不同地方、音樂界別及年齡層的歌手，透過專訪分享音樂大小事，帶出「香港還有很多高質素音樂」的重要信息。

## 歷年勁歌金榜冠軍歌
以下列出歷年勁歌金榜冠軍歌，括號內為主唱者。

### 1986年
| 週數        | 第一季           | 第二季                     | 第三季               | 第四季                      |
| ----------- | ---------------- | -------------------------- | -------------------- | --------------------------- |
| 1/14/27/40  |                  |                            | 打開信箱（張國榮）   | 無言感激（譚詠麟）          |
| 2/15/28/41  | 朋友（譚詠麟）   |                            |                      | 至愛（陳百強）              |
| 3/16/29/42  | Amour（張學友）  |                            | 婚紗背後（徐小鳳）   | 至愛（陳百強）              |
| 4/17/30/43  | Amour（張學友）  |                            |                      |                             |
| 5/18/31/44  | Amour（張學友）  |                            |                      | 將冰山劈開（梅艷芳）        |
| 6/19/32/45  | 夢伴（梅艷芳）   |                            |                      | 將冰山劈開（梅艷芳）        |
| 7/20/33/46  | 夢伴（梅艷芳）   |                            | Ah Lam日記（林子祥） | 勁舞Dancing Queen（麥潔文） |
| 8/21/34/47  | 幾許風雨（羅文） | 千個太陽（葉德嫻、陳潔靈） |                      | 勁舞Dancing Queen（麥潔文） |
| 9/22/35/48  | 幾許風雨（羅文） | 千個太陽（葉德嫻、陳潔靈） |                      |                             |
| 10/23/36/49 | 幾許風雨（羅文） | 千個太陽（葉德嫻、陳潔靈） |                      | 有誰共鳴（張國榮）          |
| 11/24/37/50 | 幾許風雨（羅文） | 千個太陽（葉德嫻、陳潔靈） | 最愛是誰（林子祥）   | 夢飛行（徐小鳳）            |
| 12/25/38/51 | 幾許風雨（羅文） | 打開信箱（張國榮）         | 無言感激（譚詠麟）   |                             |
| 13/26/39/52 |                  | 打開信箱（張國榮）         | 無言感激（譚詠麟）   | 千億個夜晚（林子祥）        |

### 1987年
| 週數        | 第一季               | 第二季                 | 第三季             | 第四季             |
| ----------- | -------------------- | ---------------------- | ------------------ | ------------------ |
| 1/14/27/40  | 千億個夜晚（林子祥） | 愛慕（張國榮）         |                    |                    |
| 2/15/28/41  | 千億個夜晚（林子祥） | 只想留下（杜德偉）     |                    |                    |
| 3/16/29/42  | 痴心眼內藏（陳百強） |                        |                    |                    |
| 4/17/30/43  |                      | 無邊的思憶（譚詠麟）   | 太陽星辰（張學友） |                    |
| 5/18/31/44  |                      | 無邊的思憶（譚詠麟）   |                    |                    |
| 6/19/32/45  | 朋友一個（羅文）     | 別人的歌（Raidas）     |                    |                    |
| 7/20/33/46  | 朋友一個（羅文）     | 甜言蜜語（葉蒨文）     |                    |                    |
| 8/21/34/47  | 曾經（譚詠麟）       |                        |                    |                    |
| 9/22/35/48  | 相愛（張學友）       | 潮流興夾Band（許冠傑） |                    | 烈焰紅唇（梅艷芳） |
| 10/23/36/49 | 海誓山盟（林子祥）   | 痴戀（呂方）           |                    | 烈焰紅唇（梅艷芳） |
| 11/24/37/50 | 冰封的心（陳百強）   |                        |                    | 烈焰紅唇（梅艷芳） |
| 12/25/38/51 | Maggie（譚詠麟）     | 似火探戈（梅艷芳）     |                    |                    |
| 13/26/39/52 | 藍雨（張學友）       | 似火探戈（梅艷芳）     |                    | 傷心教堂（梅艷芳） |

### 1988年
| 週數        | 第一季               | 第二季         | 第三季             | 第四季 |
| ----------- | -------------------- | -------------- | ------------------ | ------ |
| 1/14/27/40  |                      |                |                    |        |
| 2/15/28/41  |                      |                |                    |        |
| 3/16/29/42  |                      |                |                    |        |
| 4/17/30/43  |                      |                |                    |        |
| 5/18/31/44  |                      |                |                    |        |
| 6/19/32/45  |                      |                |                    |        |
| 7/20/33/46  | 神仙也移民（陳百強） |                | 不如不見（梅艷芳） |        |
| 8/21/34/47  | 神仙也移民（陳百強） |                |                    |        |
| 9/22/35/48  | 熱辣辣（張國榮）     |                |                    |        |
| 10/23/36/49 | 半夢半醒（譚詠麟）   |                |                    |        |
| 11/24/37/50 | 半夢半醒（譚詠麟）   |                |                    |        |
| 12/25/38/51 | 半夢半醒（譚詠麟）   |                | 夢裡共醉（梅艷芳） |        |
| 13/26/39/52 |                      | 祝福（葉蒨文） |                    |        |

### 1989年
| 週數        | 第一季             | 第二季 | 第三季              | 第四季                       |
| ----------- | ------------------ | ------ | ------------------- | ---------------------------- |
| 1/14/27/40  |                    |        |                     |                              |
| 2/15/28/41  |                    |        | 難得有情人 (關淑怡) | 童年時（張國榮）             |
| 3/16/29/42  | 感情到老（陳百強） |        |                     |                              |
| 4/17/30/43  |                    |        |                     |                              |
| 5/18/31/44  |                    |        |                     |                              |
| 6/19/32/45  | 淑女（梅艷芳）     |        |                     |                              |
| 7/20/33/46  |                    |        |                     |                              |
| 8/21/34/47  |                    |        |                     |                              |
| 9/22/35/48  |                    |        |                     |                              |
| 10/23/36/49 |                    |        |                     |                              |
| 11/24/37/50 |                    |        |                     |                              |
| 12/25/38/51 |                    |        | 愛是無涯（劉美君）  | 紅葉斜落我心寂寞時（鍾鎮濤） |
| 13/26/39/52 |                    |        |                     | 星空下的戀人（關淑怡）       |

### 1990年
| 週數        | 第一季                     | 第二季                           | 第三季                   | 第四季                       |
| ----------- | -------------------------- | -------------------------------- | ------------------------ | ---------------------------- |
| 1/14/27/40  |                            |                                  | 理想與和平（譚詠麟）     | 再度重遇妳（張學友）         |
| 2/15/28/41  |                            | 珍重（葉蒨文）                   | 一千零一夜（李克勤）     | 流浪的心（王傑）             |
| 3/16/29/42  |                            |                                  | 擦身情緣（杜德偉）       | 傾斜（林憶蓮）               |
| 4/17/30/43  |                            |                                  | 沒有你之後（溫兆倫）     | 依依（劉美君）               |
| 5/18/31/44  |                            |                                  | 你令我性感（林憶蓮）     | 我愛你（達明一派）           |
| 6/19/32/45  |                            |                                  | 凝聚每分光（群星）       | 日落日出（林子祥）           |
| 7/20/33/46  | 我估不到（劉美君）         |                                  | 失戀（草蜢）             | 特別的愛給特別的你（伍思凱） |
| 8/21/34/47  |                            | 心仍是冷（梅艷芳、倫永亮）       | 夢中的妳（張學友）       | 光輝歲月（Beyond）           |
| 9/22/35/48  | 你知道我在等你嗎（倫永亮） | 焚心以火（葉蒨文）               | 前塵（林憶蓮）           | 樂與悲（太極）               |
| 10/23/36/49 |                            | 愛恨纏綿（關淑怡）               | 開心氣候Volare（鍾鎮濤） | 親愛的（王傑）               |
| 11/24/37/50 | 推搪（林憶蓮）             | 雙城記（徐小鳳）                 | 爵士怨曲（譚詠麟）       | 秋去秋來（葉蒨文）           |
| 12/25/38/51 | 同舟共濟（許冠傑）         | 相逢何必曾相識（蔣志光、韋綺珊） | Electric Girl（張立基）  | 再會了（劉德華）             |
| 13/26/39/52 | 心中的歌（草蜢）           | Everything（王靖雯）             | 俾面派對（Beyond）       | 一隻蚊（林子祥）             |

### 1991年
| 週數        | 第一季                       | 第二季                    | 第三季                     | 第四季                   |
| ----------- | ---------------------------- | ------------------------- | -------------------------- | ------------------------ |
| 1/14/27/40  | 風花說月（鍾鎮濤）           | 翻騰（許志安）            | Amani（Beyond）            | Elaine（譚詠麟）         |
| 2/15/28/41  | 蜘蛛女之吻（草蜢）           | Say You Love Me（蔡立兒） | 頂天立地（太極）           | 一起走過的日子（劉德華） |
| 3/16/29/42  | 又繼續等（王靖雯）           | 慾望野獸街（梅艷芳）      | 忘情森巴舞（草蜢）         | 憑千個心（葉蒨文）       |
| 4/17/30/43  | 皇后大道東（羅大佑、蔣志光） | 破曉時份（李克勤）        | 再吻我吧（劉德華）         | 壯志驕陽（張學友）       |
| 5/18/31/44  | 想念你（庾澄慶）             | Lonely（草蜢）            | 從未試過擁有（溫兆倫）     | 俗世洪流（譚詠麟）       |
| 6/19/32/45  | 情不禁（張學友）             | Lonely（草蜢）            | 從未試過擁有（溫兆倫）     | 信自己（葉蒨文、杜德偉） |
| 7/20/33/46  | 南北一家親（陳百強）         | 別假裝捨不得（鄺美雲）    | 最愛的妳（黃翊）           | 一生掛念你（李克勤）     |
| 8/21/34/47  | 一生中最愛（譚詠麟）         | 今生無悔（王傑）          | 思想撲火（鄺美雲）         | 今夜你會不會來（黎明）   |
| 9/22/35/48  | 每天愛你多一些（張學友）     | 一切為何（太極）          | 只因愛你（陳百強）         | 親近我（鄺美雲）         |
| 10/23/36/49 | 瘋了（林憶蓮）               | 對不起我愛你（黎明）      | 一顆不變心（張學友）       | 心痛（王傑）             |
| 11/24/37/50 | I Like It（張立基）          | 對不起我愛你（黎明）      | 不再猶豫（Beyond）         | 痴心不變（黃翊）         |
| 12/25/38/51 | 天長地久（劉美君）           | 愛不完（劉德華）          | 情深再别提（林子祥）       | 不可不信緣（劉德華）     |
| 13/26/39/52 | 一生不可自决（陳百強）       | 愛不完（劉德華）          | You Are Everything（草蜢） | 我的感覺（黎明）         |

### 1992年
| 週數        | 第一季                          | 第二季                                       | 第三季                   | 第四季                        |
| ----------- | ------------------------------- | -------------------------------------------- | ------------------------ | ----------------------------- |
| 1/14/27/40  | 是緣是債是場夢（劉錫明）        | 瀟灑走一回（葉蒨文）                         | 分手總要在雨天（張學友） | 你真的可以忘記我嗎?（甄楚倩） |
| 2/15/28/41  | 長夜多浪漫（劉德華）            | 愛得比你深（張學友）                         | 彎彎的月亮（呂方）       | 寵愛（林憶蓮）                |
| 3/16/29/42  | 再生戀（林憶蓮）                | 是不是這樣的夜晚你才會這樣的想起我（彭家麗） | 說謊的愛人（王傑）       | 容易受傷的女人（王靖雯）      |
| 4/17/30/43  | 我是情痴（溫兆倫）              | Tell Me Why（郭富城）                        | 長城（Beyond）           | 一夜傾情（黎明）              |
| 5/18/31/44  | 情人（譚詠麟）                  | 紅茶館（陳慧嫻）                             | 第四晚心情（郭富城）     | 情人知己（葉蒨文）            |
| 6/19/32/45  | 又愛又恨（草蜢）                | 將心意盡訴（林子祥）                         | 情是那麼笨（劉德華）     | 真我的風采（劉德華）          |
| 7/20/33/46  | 再見亦是朋友 （曾航生、何婉盈） | 暗戀你（張學友）                             | 我會像你一樣傻（黎明）   | 醒醒（林憶蓮）                |
| 8/21/34/47  | 春風秋雨（葉蒨文）              | 一生全屬你（劉錫明）                         | 三分鐘放縱（草蜢）       | 愛·火·花（張學友）            |
| 9/22/35/48  | 給我吧（杜德偉）                | 我來自北京（黎明）                           | 紅塵（葉蒨文）           | 我愛ICHI BAN（黎明）          |
| 10/23/36/49 | 永遠愛著你（草蜢）              | 真真假假（張衛健）                           | 今年夏天（林志穎）       | 假裝（劉德華）                |
| 11/24/37/50 | 戀一世的愛（關淑怡）            | 封鎖我一生（王傑）                           | 只有你（譚詠麟）         | 還是覺得你最好（張學友）      |
| 12/25/38/51 | 對你愛不完（郭富城）            | 但願不只是朋友（黎明）                       | 我的親愛（黎明）         | 還是覺得你最好（張學友）      |
| 13/26/39/52 | 街頭霸王榜（林子祥）            | 末世天使（劉德華）                           | You And Me（郭富城）     | 獨自去偷歡（劉德華）          |

### 1993年
| 週數        | 第一季                        | 第二季                   | 第三季                                              | 第四季                                                                                      |
| ----------- | ----------------------------- | ------------------------ | --------------------------------------------------- | ------------------------------------------------------------------------------------------- |
| 1/14/27/40  | 哎吔哎吔親親你（張衛健）      | 回首（李克勤）           | Chotto 等等（鄭秀文）                               | 總有你鼓勵（倫永亮、李國祥）                                                                |
| 2/15/28/41  | 選擇 （國）（林子祥、葉蒨文） | 吻別（國）（張學友）     | 世界會變得很美（草蜢）                              | 其實我愛你嗎（鄺美雲）                                                                      |
| 3/16/29/42  | 日出時讓戀愛終結（張學友）    | 不如重新開始（林憶蓮）   | 永遠寂寞（劉德華）                                  | 壞情人（羅文）                                                                              |
| 4/17/30/43  | I Love You OK? （黎明）       | 戲夢（林志穎）           | 你今天要走（葉蒨文）                                | 如此這般想你（張智霖）                                                                      |
| 5/18/31/44  | 餘情未了 （李國祥）           | 一人有一個夢想（黎瑞恩） | 一天一點愛戀（梁朝偉）                              | 等你回來（張學友）                                                                          |
| 6/19/32/45  | 喜歡妳是妳（許志安）          | 情難自（彭羚）           | 祇想一生跟你走（張學友）                            | 不應該的愛（梁雁翎）                                                                        |
| 7/20/33/46  | Moshi Moshi Moshi（劉錫明）   | 雨中感歎號（郭富城）     | 夏日傾情（黎明）                                    | 愛情傻戀 La La La（華星群星：許志安、鄭秀文、梁漢文、車婉婉、張崇基、張崇德、陳浩民、李玟） |
| 8/21/34/47  | 自作多情（周慧敏）            | 該走的時候（劉德華）     | 一天一天等下去（吳奇隆）                            | 拒絕你捆綁（杜德偉）                                                                        |
| 9/22/35/48  | 謝謝你的愛（劉德華）          | 天大地大（林憶蓮）       | 忘記他（張學友）                                    | 深秋的黎明（國）（黎明）                                                                    |
| 10/23/36/49 | 你是我今生唯一傳奇（張學友）  | 還是唱下去（杜德偉）     | 始終你最好（羅文）                                  | 情人 Happy Birthday（劉德華）                                                               |
| 11/24/37/50 | 願你今夜別離去（黎明）        | 一首獨唱的歌（關淑怡）   | 雨後陽光（許志安）                                  | 假的戀愛（關淑怡）                                                                          |
| 12/25/38/51 | 季候風（王菲）                | 假如讓你吻下去（林憶蓮） | 答案就是你（劉德華）                                | 狂野之城（郭富城）                                                                          |
| 13/26/39/52 | 准我再一次（杜德偉）          | 夏日燒著了（黎明）       | 熱力節拍 Wou Bom Ba（草蜢、關淑怡、湯寶如、劉小慧） | 等你等到我心痛（張學友）                                                                    |

### 1994年
| 週數        | 第一季                   | 第二季                       | 第三季                       | 第四季                     |
| ----------- | ------------------------ | ---------------------------- | ---------------------------- | -------------------------- |
| 1/14/27/40  | 不可推搪（黎明）         | 決心（林憶蓮）               | 來來回回（張學友）           | 怎麼天生不是女人（草蜢）   |
| 2/15/28/41  | 不會哭於你面前（楊采妮） | 愛情影畫戲（黎明）           | 忘情水（國）（劉德華）       | 終有一天感動你（李樂詩）   |
| 3/16/29/42  | 今夜夢還暖（劉德華）     | 想說（國）（許志安）         | 忘情水（國）（劉德華）       | 偷心（國）（張學友）       |
| 4/17/30/43  | 祝福（國）（張學友）     | 再見亦是淚（譚詠麟）         | 繾綣星光下（關淑怡）         | 最後的戀愛（國）（黎明）   |
| 5/18/31/44  | 如果得不到愛情（彭羚）   | 我得到什麼（溫兆倫）         | 只有你不知道（張學友）       | 痛哭（郭富城）             |
| 6/19/32/45  | 叮噹（鄭秀文）           | 離開妳以後（劉德華）         | 只有你不知道（張學友）       | 口琴別戀（劉德華）         |
| 7/20/33/46  | 一生一心（梁朝偉）       | 如夜（梅艷芳）               | 藍色街燈（黎明）             | 但願你明白（楊采妮）       |
| 8/21/34/47  | 愛出個未來（吳奇隆）     | 非一般愛火（許志安、鄭秀文） | 誰人知（劉德華）             | 今天的愛人是誰（陳慧嫻）   |
| 9/22/35/48  | 女人的弱點（葉蒨文）     | 餓狼傳說（張學友）           | 夢中人（王菲）               | 陽光（黎明）               |
| 10/23/36/49 | 來...尋夢（葉玉卿）      | 知己知彼（王菲）             | 天下浪子不獨你一人（吳倩蓮） | 我等到花兒也謝了（張學友） |
| 11/24/37/50 | 個個讚你乖（郭富城）     | 那有一天不想你（黎明）       | 不醉舞夜（黎明）             | 仍然是最愛你（彭羚）       |
| 12/25/38/51 | 一生愛你一個（鄭伊健）   | 那有一天不想你（黎明）       | 鐵幕誘惑（郭富城）           | 海角天涯（周華健）         |
| 13/26/39/52 | 緣分的天空（湯寶如）     | 希望（李克勤）               | 分手不須再流淚（劉小慧）     | 天意（國）（劉德華）       |
| 53          | /                        | /                            | /                            | 直至消失天與地（鄭伊健）   |

### 1995年
| 週數        | 第一季                            | 第二季                  | 第三季                       | 第四季                                      |
| ----------- | --------------------------------- | ----------------------- | ---------------------------- | ------------------------------------------- |
| 1/14/27/40  | 送你一瓣的雪花 （黎明）           | 只因你傷心 （巫啟賢）   | 愛變了這世界襯衣 （杜德偉）  | 十八變 （林子祥）                           |
| 2/15/28/41  | 這個冬天不太冷 （張學友）         | 每隔兩秒 （趙學而）     | 強 （郭富城）                | 打開天空 （陳慧琳、陳曉東、陳建穎、邱穎欣） |
| 3/16/29/42  | 笑看風雲 （鄭少秋）               | 你是我的一切 （郭富城） | 我哭了 （張學友）            | 你說他是你想嫁的人 （國）（劉德華）         |
| 4/17/30/43  | 伴我飛翔 （譚詠麟）               | 寂寞都有罪 （劉小慧）   | 失戀於戈壁沙漠 （李樂詩）    | 擁有（國） （張學友）                       |
| 5/18/31/44  | 如夢初醒 （彭羚）                 | 移情別戀 （梁漢文）     | 心聲共鳴 （劉德華）          | 男仕今天你很好 （鄭秀文）                   |
| 6/19/32/45  | 愛與痛的邊緣 （王菲）             | 完全因你 （彭羚）       | 為你流淚 （李克勤）          | 我寂寞 （陳慧嫻）                           |
| 7/20/33/46  | 我不想再次被情傷（國） （毛阿敏） | 一生最愛就是你 （黎明） | 還我真情 （譚詠麟）          | 危情追蹤 （黎明）                           |
| 8/21/34/47  | 偷偷摸摸 （李克勤）               | 濃情化不開 （周華健）   | 一切很美 只因有你 （陳慧琳） | 除非...是你 （劉德華）                      |
| 9/22/35/48  | 望月 （張學友）                   | 純真傳說 （郭富城）     | 真永遠（國） （劉德華）      | 小玩意 （彭羚）                             |
| 10/23/36/49 | 天地初開情已在 （譚詠麟）         | 純真傳說 （郭富城）     | 心亂如麻 （吳倩蓮）          | 只會因你唱 （鄭伊健）                       |
| 11/24/37/50 | 望鄉 （郭富城）                   | 卿本佳人 （黎瑞恩）     | 離開以後 （張學友）          | 失憶（諒解）備忘錄 （郭富城）               |
| 12/25/38/51 | 孔子曰 （羅文）                   | 屈到病 （張學友）       | 普通女人 （王馨平）          | 捨不得你 （鄭秀文）                         |
| 13/26/39/52 | 今天夜裡總下雨 （陳慧嫻）         | 依依不捨 （李克勤）     | 我們都是這樣失戀的 （草蜢）  | 情未鳥 （劉德華）                           |

### 1996年
| 週數        | 第一季                         | 第二季                       | 第三季                          | 第四季                               |
| ----------- | ------------------------------ | ---------------------------- | ------------------------------- | ------------------------------------ |
| 1/14/27/40  | 心甘情願 （李克勤）            | 下次 （許志安）              | 忘記你我做不到（國） （張學友） | 絕對在乎你 （劉德華）                |
| 2/15/28/41  | 彷如隔世 （彭羚）              | 獅子山下（1996） （羅文）    | 最激帝國 （郭富城）             | 戀足一百分 (從來麻煩自找) （譚詠麟） |
| 3/16/29/42  | 誰叫我 （周華健）              | 愛得真愛得深 （呂方）        | 倒轉地球 （劉德華）             | 風花雪 （陳慧琳）                    |
| 4/17/30/43  | 沒名字的歌 無名字的你 （黎明） | 感冒 （湯寶如）              | 呼吸 （梁漢文）                 | 風花雪 （陳慧琳）                    |
| 5/18/31/44  | Di-Dar （王菲）                | 你的名字 我的姓氏 （張學友） | 或許...未必...不過 （黎明）     | 極度哀艷的晚上 （郭富城）            |
| 6/19/32/45  | 敬啟者之愛是全奉獻 （郭富城）  | 情深說話未曾講 （黎明）      | 放不低 （鄭秀文）               | 滄桑的情人 （巫啟賢）                |
| 7/20/33/46  | 男人最痛 （許志安）            | 情深說話未曾講 （黎明）      | 一個人睡 （劉德華）             | 肝膽相照 （譚詠麟、陳百祥）          |
| 8/21/34/47  | 我為我生存 （李蕙敏）          | 風中有你 （巫啟賢）          | 一個人睡 （劉德華）             | 奇妙旅程 （陳慧嫻）                  |
| 9/22/35/48  | 思念誰（國） （巫啟賢）        | 當找到你 （李克勤）          | 情書（國） （張學友）           | 請你早睡早起 （李克勤）              |
| 10/23/36/49 | 網情迷 （譚詠麟）              | 相思成災 （劉德華）          | 第二最愛 （古巨基）             | 原來戀愛 （黎明）                    |
| 11/24/37/50 | 化裝舞會 （郭富城）            | 只要我的愛 （國）（郭富城）  | 贈興 （李蕙敏）                 | 因為愛（國） （劉德華）              |
| 12/25/38/51 | 化裝舞會 （郭富城）            | 小心女人 （鄭秀文）          | 清水 （彭羚）                   | 聽風的歌 （郭富城）                  |
| 13/26/39/52 | 心滿意足 （陳慧嫻）            | C'est La Vie （周慧敏）      | 每日一禁果 （達明一派）         | 發現 （鄭伊健）                      |

### 1997年
| 週數        | 第一季                     | 第二季                   | 第三季                  | 第四季                         |
| ----------- | -------------------------- | ------------------------ | ----------------------- | ------------------------------ |
| 1/14/27/40  | 默契（鄭秀文）             | 抱緊眼前人（梅艷芳）     | 我有我天地（彭羚）      | 想和你去吹吹風（張學友）       |
| 2/15/28/41  | 不老的傳說（張學友）       | 中國人（劉德華）         | 星夢情真（陳慧琳）      | 你快樂（所以我快樂）（王菲）   |
| 3/16/29/42  | 感應（黎明）               | 怎麼捨得妳（張學友）     | 非男非女（鄭秀文）      | 留低鎖匙（許茹芸）             |
| 4/17/30/43  | 鐵了心愛你（劉德華）       | 分享愛（郭富城）         | 心理遊戲（陳曉東）      | 無處不在（鄭伊健）             |
| 5/18/31/44  | 相思無用（鄭中基）         | 望愛（吳倩蓮）           | 愛的呼喚（郭富城）      | 星河感覺（許志安）             |
| 6/19/32/45  | Lonely Lonely（譚詠麟）    | 只要為我愛一天（黎明）   | 歡樂今宵（古巨基）      | 等了又等（陳潔儀）             |
| 7/20/33/46  | 國王的新歌（郭富城）       | 癡癡為你等（鄭秀文）     | 我的天 我的歌（許志安） | 三天兩夜（張學友）             |
| 8/21/34/47  | 愛是永恆（張學友）         | 為何帶他走（劉德華）     | 我們的主題曲（鄭秀文）  | 100樣可能（黎明）              |
| 9/22/35/48  | 完美的一天（古巨基）       | 人若然忘記了愛（鄭中基） | 再見二丁目（楊千嬅）    | 星“秀”傳說（鄭秀文）           |
| 10/23/36/49 | 抱著你的日子（彭羚）       | 遲婚的女人（李蕙敏）     | 好氣連祥（林子祥）      | 我也不想這樣（王菲）           |
| 11/24/37/50 | 角度（梁漢文）             | 世界之最（黎明）         | 好朋友（梁漢文）        | 花與琴的流星（張學友、陳嘉露） |
| 12/25/38/51 | 談情說愛（鄭秀文、葉蒨文） | 有效日期（郭富城）       | 只因有著你（彭羚）      | 你令愛了不起（黎明）           |
| 13/26/39/52 | 我也喜歡你（張智霖）       | 壞習慣（謝霆鋒）         | 甘心（劉德華）          | 親密關係（鄭秀文）             |

### 1998年
| 週數        | 第一季                         | 第二季                         | 第三季                             | 第四季                           |
| ----------- | ------------------------------ | ------------------------------ | ---------------------------------- | -------------------------------- |
| 1/14/27/40  | 戰場上的快樂聖誕（郭富城）     | 一次...又一次（李蕙敏）        | 不想這是場戲（張學友）             | 化妝（李蕙敏）                   |
| 2/15/28/41  | 人間（王菲）                   | 時間人物地點（鄭中基）         | 自然關係（溫拿）                   | 一變傾城（郭富城）               |
| 3/16/29/42  | 唱這歌（郭富城）               | 二人行 一日後（許志安）        | 理想對象（鄭秀文）                 | 情誡（王菲）                     |
| 4/17/30/43  | 孤星淚（劉德華）               | 因為所以（楊千嬅）             | 水瓶座（陳曉東）                   | 不後悔（張學友）                 |
| 5/18/31/44  | 揭曉（陳潔儀）                 | 繫我心弦（葉蒨文）             | 天下無雙（陳奕迅）                 | 今生不再（黎明）                 |
| 6/19/32/45  | 同一秒（鄭伊健）               | 愛你／不愛你（黎明）           | 甲乙丙丁（張學友、鄭中基、許志安） | 愛妳（許志安）                   |
| 7/20/33/46  | 表演時間（鄭秀文）             | 天意（最精彩的一次）（鄭中基） | 風裡密碼（郭富城）                 | 牽手（張惠妹）                   |
| 8/21/34/47  | 一萬年（陳曉東）               | You're The One（陳慧琳）       | 掛念（劉德華）                     | 死心塌地（梁詠琪）               |
| 9/22/35/48  | 罷不來（彭羚）                 | 頭髮亂了（張學友）             | 留言（張學友）                     | 這夜心情（郭富城）               |
| 10/23/36/49 | 一家一減你（許志安）           | 我這樣愛你（黎明）             | 哭泣遊戲（鄭秀文）                 | 原諒自己（王菲）                 |
| 11/24/37/50 | 冰雨（劉德華）                 | 玩味（陳慧嫻）                 | 大激想（梁漢文、楊千嬅、陳奕迅）   | Happy 2000（黎明）               |
| 12/25/38/51 | 在乎（譚詠麟）                 | 你是我的女人（劉德華）         | 天氣的錯（鄭伊健）                 | 笨小孩（劉德華、柯受良、吳宗憲） |
| 13/26/39/52 | I Love You So 太愛妳（郭富城） | 戀愛態度1998（郭富城）         | 越吻越傷心（蘇永康）               | 不想獨自快樂（蘇永康）           |

### 1999年
| 週數        | 第一季                    | 第二季                          | 第三季                        | 第四季               |
| ----------- | ------------------------- | ------------------------------- | ----------------------------- | -------------------- |
| 1/14/27/40  | 祝你快樂（鄭秀文）        | Together（鄭伊健）              | 抬起我的頭來（楊千嬅）        | 發熱發亮（鄭秀文）   |
| 2/15/28/41  | 如果可以再見你（黎明）    | 對你太在乎（陳慧琳）            | 估計錯誤（謝霆鋒）            | 星語心願（張栢芝）   |
| 3/16/29/42  | 真心真意（許志安）        | 給我愛過的男孩們（彭羚）        | 完完全全為你（許志安）        | 未知（容祖兒）       |
| 4/17/30/43  | 償還（王菲）              | 給我感覺（張惠妹）              | 遠在天邊（梁詠琪）            | 左右手（張國榮）     |
| 5/18/31/44  | Be My Valentine（古巨基） | 酸（黎明）                      | 心只有你（劉德華）            | 插曲（鄭秀文）       |
| 6/19/32/45  | 寵物（鄭秀文）            | 非走不可（謝霆鋒）              | 任何天氣（張栢芝）            | 羅馬假期（古巨基）   |
| 7/20/33/46  | 我應該（張學友）          | 三分鐘（梁漢文）                | 遊園驚夢（郭富城）            | 這就是生活（陳曉東） |
| 8/21/34/47  | 真感覺（陳慧琳）          | 上帝創造女人（劉德華）          | 幻影+霧之戀（譚詠麟、張國榮） | 准我留下（羅嘉良）   |
| 9/22/35/48  | 對不起，我愛誰（黎明）    | 你走的那天下著雨（譚詠麟）      | 都是你的錯（陳慧琳）          | 一直掛念（張栢芝）   |
| 10/23/36/49 | 有個人（張學友）          | 渴望無限 Ask For More（郭富城） | Today（梁詠琪）               | 痛（劉德華）         |
| 11/24/37/50 | 如何可以不愛他（許志安）  | 還以為（鄭中基）                | Summer Aloha（郭富城）        | 眼睛想旅行（黎明）   |
| 12/25/38/51 | 隨時行樂（梁漢文）        | 木魚與金魚（劉德華）            | 玫瑰和家明（馬浚偉）          | 櫻花（李克勤）       |
| 13/26/39/52 | 正是愛（陳慧嫻）          | Sugar In The Marmalade（黎明）  | 精彩（王菲）                  | 心如刀割（張學友）   |

### 2000年
| 週數        | 第一季                             | 第二季                   | 第三季                             | 第四季                           |
| ----------- | ---------------------------------- | ------------------------ | ---------------------------------- | -------------------------------- |
| 1/14/27/40  | 幸福摩天輪（陳奕迅）               | 失戀有根據（鄭秀文）     | 一千次日落（許志安）               | 誰來愛我（容祖兒）               |
| 2/15/28/41  | 愛後餘生（謝霆鋒）                 | 不容錯失（容祖兒）       | 再一次想你（李克勤）               | 著迷（郭富城）                   |
| 3/16/29/42  | 陪你倒數（張國榮）                 | 早去早回（陳潔儀）       | Lovin' U（容祖兒）                 | 一生一火花（張學友）             |
| 4/17/30/43  | 新的喝采（郭富城）                 | 枕頭（張國榮）           | 無人駕駛（彭羚）                   | 給自己的情書（王菲）             |
| 5/18/31/44  | Arigatou（鄭秀文）                 | 不一樣的我（張栢芝）     | Can't Take My Eyes Off U（黎明）   | PG家長指引（梁漢文）             |
| 6/19/32/45  | 心癮（王傑）                       | 動起來（國）（郭富城）   | 傷心1999（國）（王傑）             | K歌之王（陳奕迅）                |
| 7/20/33/46  | 相信愛（許志安）                   | 一了百了（謝霆鋒）       | 感情線上（鄭秀文）                 | 煞科（鄭秀文）                   |
| 8/21/34/47  | 自選角度（譚詠麟）                 | 其實我很擔心（蘇永康）   | 愛下去（張學友）                   | 活著VIVA（謝霆鋒）               |
| 9/22/35/48  | 耐人尋味（張學友）                 | 純屬意外（羅嘉良）       | Kiss Me（梁詠琪）                  | 星期五檔案（陳慧琳）             |
| 10/23/36/49 | 路過蜻蜓（張國榮）                 | 將自己給你（劉德華）     | 不要害怕（國）（王力宏）           | 花樣年華（國）（梁朝偉、吳恩琪） |
| 11/24/37/50 | 不要說謊（謝霆鋒）                 | 就算我做錯（陳慧珊）     | 我不夠愛你（國）（劉德華、陳慧琳） | 極愛自己（陳冠希）               |
| 12/25/38/51 | 創舉（郭富城）                     | 至理名言（國）（鄭秀文） | 打得火熱（陳奕迅）                 | 只會深愛你（許志安）             |
| 13/26/39/52 | 因為愛妳（更珍惜我自己）（蘇永康） | 花花宇宙（陳慧琳）       | 少女的祈禱（楊千嬅）               | 如何掉眼淚（鄭秀文）             |
| 53          | /                                  | /                        | /                                  | 愛比我重要（黎明）               |

### 2001年
| 週數        | 第一季                     | 第二季                     | 第三季                           | 第四季                         |
| ----------- | -------------------------- | -------------------------- | -------------------------------- | ------------------------------ |
| 1/14/27/40  | 每天愛你廿四小時（王力宏） | 妳愛我像誰（國）（張衛健） | 出走地平線（梁詠琪）             | 女校男生（Twins）              |
| 2/15/28/41  | 當我遇上你（劉德華）       | 灰姑娘（梁詠琪）           | 我的心只可容納你（國）（劉德華） | 姊妹（楊千嬅）                 |
| 3/16/29/42  | 遊樂場（謝霆鋒）           | 愛是…（鄭秀文、LMF）       | 飛花（李克勤）                   | 隆重登場（容祖兒）             |
| 4/17/30/43  | 捉迷藏（張學友）           | 你這個男人（陳慧琳）       | 越愛越好（郭富城）               | 色盲（王菲）                   |
| 5/18/31/44  | 大日子（陳慧琳）           | Shall We Talk（陳奕迅）    | 玉蝴蝶（謝霆鋒）                 | 最愛演唱會（陳慧琳）           |
| 6/19/32/45  | 獨家試唱（鄭秀文）         | 犯賤（陳小春）             | 有病呻吟（張學友）               | 不必說感謝（陳曉東）           |
| 7/20/33/46  | 日落時份（譚詠麟）         | 南泥灣（國）（羅文）       | 好來好往（李玟）                 | 衝口而出（陳奕迅）             |
| 8/21/34/47  | 無忌（郭富城）             | 光榮之家（何韻詩）         | 隨身聽（陳慧琳）                 | 唯一（國）（王力宏）           |
| 9/22/35/48  | 痛愛（容祖兒）             | 雙手插袋（陳冠希）         | 終身美麗（鄭秀文）               | 開不了口（國）（周杰倫）       |
| 10/23/36/49 | 借你耳朵說愛你（許志安）   | 樓上來的聲音（張學友）     | 前後腳（李克勤）                 | 爛泥（許志安）                 |
| 11/24/37/50 | 心藍（劉德華）             | 一個人戀愛（鄭伊健）       | 夏日Fiesta（劉德華）             | 香水（國）（謝霆鋒）           |
| 12/25/38/51 | 二人默劇（葉佩雯）         | 眼前一亮（許志安）         | Para Para Sakura（郭富城）       | 大開眼戒（打回原形）（陳奕迅） |
| 13/26/39/52 | 2001太空漫遊（陳奕迅）     | 彩色世界（車婉婉）         | 重新做人（梁漢文）               | 交換溫柔（鄭秀文）             |

### 2002年
| 週數        | 第一季                     | 第二季                                         | 第三季                   | 第四季                       |
| ----------- | -------------------------- | ---------------------------------------------- | ------------------------ | ---------------------------- |
| 1/14/27/40  | 喜歡戀愛（盧巧音）         | 楊千嬅（楊千嬅）                               | Victory（李克勤）        | 傷逝（葉蒨文）               |
| 2/15/28/41  | 壞孩子的天空（陳冠希）     | 一人有一個理想（黎瑞恩、羅敏莊、杜雯惠、Vani） | 有幾壞（陳冠希）         | Ba Ba（黎明）                |
| 3/16/29/42  | 芳華絕代（梅艷芳、張國榮） | 人生捕手（劉德華）                             | 一句到尾（陳小春）       | 隨意門（陳奕迅）             |
| 4/17/30/43  | Ask（陳慧琳）              | 給愛麗斯（陳奕迅）                             | 飛天舞會（陳慧琳）       | 傷逝（葉蒨文）（第二週冠軍） |
| 5/18/31/44  | 怯（容祖兒）               | 爆裂旋風（郭富城）                             | 抱抱（容祖兒）           | 再見露絲瑪莉（何韻詩）       |
| 6/19/32/45  | 昨遲人（許志安）           | 不歡而散（陳小春）                             | 羅馬（許志安）           | 驚恐症（黃家強）             |
| 7/20/33/46  | 非走不可（彭羚）           | 家有小熊（梁詠琪）                             | 肉麻情歌（國）（劉德華） | 爭氣（容祖兒）               |
| 8/21/34/47  | 跳傘（鄭秀文）             | 閃靈（楊千嬅）                                 | 明年今日（陳奕迅）       | 失戀王（陳小春）             |
| 9/22/35/48  | 重頭認識（葉德嫻）         | 愛（國）（莫文蔚）                             | 高妹（李克勤）           | 女人之苦（許志安）           |
| 10/23/36/49 | 有福氣（陳慧琳）           | 冥想（謝霆鋒）                                 | 愛上殺手（麥浚龍）       | 高妹正傳（梁詠琪）           |
| 11/24/37/50 | 天使藍（何韻詩）           | 戀愛神經（陳慧琳）                             | 眼光獨到（蕭正楠）       | 笑中有淚（楊千嬅）           |
| 12/25/38/51 | 你看我看你（謝霆鋒）       | 一面之緣（容祖兒）                             | 上一次流淚（鄭秀文）     | 我得你（張學友）             |
| 13/26/39/52 | 相愛很難（張學友、梅艷芳） | 天生天養（劉德華）                             | 回到過去（國）（周杰倫） | 你要懂得欺騙自己（黎明）     |

### 2003年
| 週數        | 第一季                     | 第二季                     | 第三季                   | 第四季                 |
| ----------- | -------------------------- | -------------------------- | ------------------------ | ---------------------- |
| 1/14/27/40  | 華麗緣（葉蒨文）           | 501（梁漢文）              | 如果有一天（劉德華）     | 忘記歌詞（陳奕迅）     |
| 2/15/28/41  | 接受我（蕭正楠）           | 半成年（Shine）            | 邊走邊愛（謝霆鋒）       | Show Up!（容祖兒）     |
| 3/16/29/42  | Lonely Christmas（陳奕迅） | 我代你哭（鄭中基）         | Shake Shake（陳慧琳）    | 透視（莫文蔚）         |
| 4/17/30/43  | 你有心（關心妍）           | 下一站天后（Twins）        | 明日有明天（陳慧嫻）     | 兩個人的幸運（梁詠琪） |
| 5/18/31/44  | 風箏與風（Twins）          | 難得糊塗（譚詠麟）         | 戒男（黃伊汶）           | 獻世（陳小春）         |
| 6/19/32/45  | 絕不能失去你（國）（F4）   | 第二世（謝霆鋒）           | 十面埋伏（陳奕迅）       | 我不會唱歌（李克勤）   |
| 7/20/33/46  | 她一定很愛你（陳慧琳）     | 優先訂座（關心妍）         | 易愛難收（黃凱芹）       | 一步一生（許志安）     |
| 8/21/34/47  | 無間道（劉德華、梁朝偉）   | 三角誌（盧巧音）           | 同班同學（梁詠琪）       | 亂世佳人（Twins）      |
| 9/22/35/48  | 左鄰右里（李克勤、譚詠麟） | 發奮（趙頌茹）             | 17歲（劉德華）           | 必殺技（古巨基）       |
| 10/23/36/49 | 你快樂嗎（陳冠希）         | 無所不在（梁詠琪）         | 啼笑姻緣（陳小春）       | 心服口服（陳慧琳）     |
| 11/24/37/50 | 我的驕傲（容祖兒）         | 愛一個人（李克勤、陳慧琳） | 任天堂流淚（古巨基）     | 自由行（楊千嬅）       |
| 12/25/38/51 | 活在當下（許志安）         | 七友（梁漢文）             | 今天沒回家（國）（陶喆） | 將愛（國）（王菲）     |
| 13/26/39/52 | 合久必婚（李克勤）         | 千金（Twins）              | 妳聽得到（國）（周杰倫） | 出賣（容祖兒）         |

### 2004年
| 週數        | 第一季                   | 第二季                   | 第三季                        | 第四季                          |
| ----------- | ------------------------ | ------------------------ | ----------------------------- | ------------------------------- |
| 1/14/27/40  | 落地開花（盧巧音）       | 阿琴（鄧健泓）           | 處處吻（楊千嬅）              | 不可一世（黎明）                |
| 2/15/28/41  | 信望愛（梁漢文）         | 孩子王（吳浩康）         | 常言道（劉德華）              | 心眼（鄭希怡）                  |
| 3/16/29/42  | 孤單公園（張敬軒）       | 香港地（陳冠希）         | 畫出彩虹（黃耀明）            | 溫室（盧巧音）                  |
| 4/17/30/43  | 伶仃（陳慧琳）           | 我們的合唱歌（2R）       | 丟架（Twins）                 | 分身術（容祖兒）                |
| 5/18/31/44  | 小星星（楊千嬅）         | 士多啤梨蘋果橙（Twins）  | 分流（陳小春）                | 小城大事（楊千嬅）              |
| 6/19/32/45  | 嗱嗱聲（譚詠麟、李克勤） | 奇洛李維斯回信（薛凱琪） | 吻別的位置（李克勤）          | 別舔傷口（黎明）                |
| 7/20/33/46  | 假使我漂亮（關心妍）     | 講妳知（張學友）         | 與神對話（許志安 Feat. 鄭融） | 講不出的告別（譚詠麟、刀郎）    |
| 8/21/34/47  | 悟空（古巨基）           | 一拍兩散（容祖兒）       | 夏日劇集（梁詠琪）            | 艦隊（梁漢文）                  |
| 9/22/35/48  | 飲歌（Twins）            | 六呎風雲（李克勤）       | Phone殺令（陳慧琳）           | 美中不足（許志安 Feat. 葉德嫻） |
| 10/23/36/49 | 即影即有（陳冠希）       | 狠心愛我（梁詠琪）       | 髮調橙（關心妍）              | 空中飛人（李克勤）              |
| 11/24/37/50 | 相依為命（陳小春）       | 大雄（古巨基）           | 夏意識（郭富城）              | 娛樂大家（梁詠琪）              |
| 12/25/38/51 | 嫁妝（陳慧琳）           | 世上只有（容祖兒）       | 按摩女郎（劉德華）            | 原來我有愛（劉德華）            |
| 13/26/39/52 | 明天請早（許志安）       | 大方（方力申）           | 愛與誠（古巨基）              | 寂寞的人有福了（達明一派）      |

### 2005年
| 週數        | 第一季                       | 第二季                       | 第三季                            | 第四季                 |
| ----------- | ---------------------------- | ---------------------------- | --------------------------------- | ---------------------- |
| 1/14/27/40  | 一言為定（黎明）             | 希望（陳慧琳）               | 森巴皇后（Twins）                 | 二等天使（劉浩龍）     |
| 2/15/28/41  | Chi Hua Hua（容祖兒）        | Forever Love（國）（王力宏） | 越唱越強（容祖兒）                | 我們的八十年代（太極） |
| 3/16/29/42  | 南拳（余文樂）               | 自導自戀（方力申）           | 露西(3,180,000 B.C. - )（盧巧音） | 天才與白痴（古巨基）   |
| 4/17/30/43  | 披著羊皮的狼（國）（譚詠麟） | 明日恩典（容祖兒）           | 夢中人（古巨基）                  | 情非首爾（李克勤）     |
| 5/18/31/44  | 捉迷藏（官恩娜）             | 長信不如短訊（楊千嬅）       | 阿牛（陳奕迅）                    | 天之驕女（容祖兒）     |
| 6/19/32/45  | 冬令時間（Twins）            | 別怪她（吳卓羲）             | 愛可以問誰（國）（李克勤）        | 密雲（梁詠琪）         |
| 7/20/33/46  | 雌雄同體（麥浚龍）           | 南方舞廳（達明一派）         | 達明一派對（達明一派）            | 大風吹（許志安）       |
| 8/21/34/47  | 如無意外（何韻詩）           | 吻下留人（許志安）           | 想（鄭希怡）                      | 聽聽（陳奕迅）         |
| 9/22/35/48  | 佳節（李克勤）               | 我得你（劉德華）             | 勞斯·萊斯（何韻詩）               | 風流（陳小春）         |
| 10/23/36/49 | 浪漫時代（吳浩康）           | 夕陽無限好（陳奕迅）         | 再說一次 我愛你（國）（劉德華）   | 繼續談情（劉德華）     |
| 11/24/37/50 | 勁歌金曲（Medley）（古巨基） | 名牌（余文樂）               | 舊情復熾（譚詠麟、關淑怡）        | 郎來了（楊千嬅）       |
| 12/25/38/51 | 小黑與我（薛凱琪）           | ABC君（方力申）              | 有情郎（國）（黎明）              | 有隻雀仔（薛凱琪）     |
| 13/26/39/52 | 歌者戀歌（譚詠麟）           | 無賴（鄭中基）               | 我們（草蜢）                      | 濛（麥浚龍）           |

### 2006年
| 週數        | 第一季                   | 第二季                       | 第三季                   | 第四季               |
| ----------- | ------------------------ | ---------------------------- | ------------------------ | -------------------- |
| 1/14/27/40  | 婚前的女人（李克勤）     | 摩登時代（容祖兒）           | 我著十號（李克勤）       | 一刀兩斷（陳慧琳）   |
| 2/15/28/41  | 直覺（Soler）            | 三生有幸（鄭中基）           | 夢幻組合（英皇群星）     | 觀世音（劉德華）     |
| 3/16/29/42  | 圓滿（何韻詩）           | 愁人節（謝安琪）             | Honey（鄭融）            | 愛才（衛蘭）         |
| 4/17/30/43  | 愛馬仕小姐（吳卓羲）     | 自由女神（汪明荃、陳慧琳）   | Funny Jealousy（衛詩）   | 大傻（楊千嬅）       |
| 5/18/31/44  | 靈犀（關智斌）           | Hurt So Bad（國）（張敬軒）  | 毫無保留（陳慧琳）       | 光明會（何韻詩）     |
| 6/19/32/45  | 跟我走（謝安琪）         | 落花流水（陳奕迅）           | 累鬥累（劉德華）         | 紅綠燈（鄭融）       |
| 7/20/33/46  | 赤地雪（容祖兒）         | 感應（泳兒）                 | 記得（劉浩龍）           | 華麗邂逅（容祖兒）   |
| 8/21/34/47  | 親愛的（郭富城）         | 狼女（鄭希怡）               | 銀色公路（郭富城）       | 你有本事（黎明）     |
| 9/22/35/48  | 尋找獨角獸（薛凱琪）     | 張開眼睛（劉德華）           | 大喊包（譚詠麟、關楚耀） | Dear Fiona（薛凱琪） |
| 10/23/36/49 | 最佳損友（陳奕迅）       | 糖不甩（薛凱琪）             | 豬先生（許志安）         | 天水、圍城（李克勤） |
| 11/24/37/50 | 當玫瑰遇上真愛（鄭希怡） | 願我可以學會放低你（何韻詩） | 熱浪假期（Twins）        | 重復犯錯（古巨基）   |
| 12/25/38/51 | 愛你變成恨你（吳雨霏）   | 滾（楊千嬅、梁漢文）         | 情歌（側田）             | 離家出走（衛蘭）     |
| 13/26/39/52 | 粉筆字（關心妍）         | 給自己的情歌（梁詠琪）       | 我們的序幕（at17）       | 日日是好日（鍾鎮濤） |
| 53          | /                        | /                            | /                        | 可可（衛詩）         |

### 2007年
| 週數        | 第一季                   | 第二季                   | 第三季                           | 第四季                        |
| ----------- | ------------------------ | ------------------------ | -------------------------------- | ----------------------------- |
| 1/14/27/40  | 畫意（王菀之）           | 黛玉笑了（泳兒）         | 只想抱抱（劉德華）               | 逃（容祖兒）                  |
| 2/15/28/41  | 富士山下（陳奕迅）       | 愛一個上一課（容祖兒）   | 大女仔（鄭融）                   | 木纹（何韻詩）                |
| 3/16/29/42  | 大難不死（EO2）          | 相愛6年（Twins）         | 化（楊千嬅）                     | 陌路（楊千嬅）                |
| 4/17/30/43  | 公主太子（李克勤）       | 第三身（麥浚龍、何韻詩） | 幽默感（何韻詩）                 | 男人KTV（側田）               |
| 5/18/31/44  | 永恆（黃耀明）           | 我懷念的（國）（孫燕姿） | 前程錦繡（許志安）               | 送我一個家（泳兒）            |
| 6/19/32/45  | 節外生枝（謝安琪）       | 送舊迎新（關心妍）       | 酷愛（張敬軒）                   | Crying in The Party（陳奕迅） |
| 7/20/33/46  | 心花怒放（容祖兒）       | 思前戀后（孫耀威）       | 童夢（光良、衛蘭）               | 你當我什麼（關楚耀）          |
| 8/21/34/47  | 大富翁（鄭希怡）         | 只得一次（關淑怡）       | 無心戀唱（泳兒）                 | 傷心情歌（Twins）             |
| 9/22/35/48  | Forever（草蜢）          | 講不出聲（關菊英）       | 愛在記憶中找你（林峯）           | 零時零分（容祖兒）            |
| 10/23/36/49 | 大細心（方力申）         | 面具（王菀之）           | 不要防曬（HotCha）               | 無所謂（衛蘭）                |
| 11/24/37/50 | 我就是我（國）（王光良） | 下次下次（薛凱琪）       | 算（張信哲）                     | 十年後的你（鄧健泓）          |
| 12/25/38/51 | 黑擇明（陳奕迅）         | 逼得太緊（吳雨霏）       | 愛回家（古巨基）                 | 赤地轉機（林峯）              |
| 13/26/39/52 | 電燈膽（鄧麗欣）         | 飄零燕（Twins）          | 紙婚（Violin Version）（李克勤） | 金睛火眼（Freeze）            |

### 2008年
| 週數        | 第一季                       | 第二季                                                  | 第三季                   | 第四季                   |
| ----------- | ---------------------------- | ------------------------------------------------------- | ------------------------ | ------------------------ |
| 1/14/27/40  | 全民皆估（農夫）             | 彌敦道（洪卓立）                                        | 十七度（謝安琪）         | 宏願（周柏豪）           |
| 2/15/28/41  | Letting Go（胡蓓蔚）         | 天天都是情人節（李克勤）                                | 渴求（黃伊汶）           | 囍帖街（謝安琪）         |
| 3/16/29/42  | 陪我長大（容祖兒）           | 年年有今日（古巨基 Feat. 側田、方力申、小肥、6號、INK） | 滿地可（何韻詩）         | 健康教育（鄭融）         |
| 4/17/30/43  | 最佳努力獎（陳柏宇）         | 難分難解（鄧健泓）                                      | 龐貝廿一世紀（關心妍）   | 歌‧頌（陳奕迅）          |
| 5/18/31/44  | Party Girl（HotCha）         | 光輝的印記（TVB 群星）                                  | 一個人（胡琳）           | 與蝶同眠（容祖兒）       |
| 6/19/32/45  | 沒有翅膀的天使（劉德華）     | 毋忘我（關心妍）                                        | 跑步機上（容祖兒）       | 她慈我悲（李克勤）       |
| 7/20/33/46  | 堡壘（鍾舒漫）               | 天規（關淑怡）                                          | 小蠻腰（泳兒）           | 野百合（鍾舒漫）         |
| 8/21/34/47  | 連帶關係（Twins）            | 分手要狠（吳雨霏）                                      | Make A Wish（蔡卓妍）    | 眼睛不能沒眼淚（古巨基） |
| 9/22/35/48  | 花木難（戴夢夢）             | 他的故事（張敬軒）                                      | 下次再見（古巨基）       | 如果世上沒傻瓜（方力申） |
| 10/23/36/49 | 神奇女俠的退休生活（謝安琪） | 無仇無怨（陳曉東）                                      | 無心害你（關菊英）       | 其實我不快樂（鍾嘉欣）   |
| 11/24/37/50 | 集體鼓舞（鍾鎮濤）           | 神啊！求求讓我睡（劉浩龍）                              | 明日再會（楊千嬅）       | 陰天假期（衛蘭）         |
| 12/25/38/51 | 再見不是朋友（鄧麗欣）       | 我不需要Tiffany（國）（薛凱琪）                         | 愛不疚（林峯）           | 單身旅行（胡杏兒）       |
| 13/26/39/52 | 我教你分手（孫耀威）         | 不見不散（林敏聰）                                      | Over the Rainbow（at17） | 悲哀代言人（關楚耀）     |

### 2009年
| 週數        | 第一季                        | 第二季                           | 第三季                   | 第四季                       |
| ----------- | ----------------------------- | -------------------------------- | ------------------------ | ---------------------------- |
| 1/14/27/40  | 全角度愛你（黃宗澤）          | 你傷風我感冒（許志安）           | 住家丁麵（梁漢文）       | 如果我是陳奕迅（Mr.）        |
| 2/15/28/41  | 暫借問（吳雨霏）              | I Wish（劉德華）                 | B.O.K.（側田）           | Here We Are（吳雨霏）        |
| 3/16/29/42  | 是我（黎明）                  | 祝英台（謝安琪）                 | 年度之歌（謝安琪）       | 給自己的信（鍾舒漫）         |
| 4/17/30/43  | 鑽禧（關淑怡）                | 二缺一（蔡卓妍）                 | 沙龍（陳奕迅）           | 月亮說（王菀之）             |
| 5/18/31/44  | 從此世界多了一分鐘 （麥浚龍） | 以你為榮（古巨基）               | 匆匆（方力申）           | Kuang Chao（狂潮）（方大同） |
| 6/19/32/45  | 可歌可泣（容祖兒）            | 如果時間來到（林峯）             | 大笨鐘（王菀之）         | 金剛經（何韻詩）             |
| 7/20/33/46  | 浪漫世紀（胡杏兒）            | 風的季節（Soler）                | 舊約（何韻詩）           | 嫲嫲（李克勤）               |
| 8/21/34/47  | 睡公主（G.E.M.）              | 七百年後（陳奕迅）               | 真命天子（楊千嬅）       | 妳太善良（張智霖）           |
| 9/22/35/48  | Hey Boy（黃宗澤）             | 讀心術（徐子珊）                 | 叮叮車（薛凱琪）         | 慕容雪（薛凱琪）             |
| 10/23/36/49 | 猜燈謎（周麗淇）              | 我的回憶不是我的（海鳴威、泳兒） | 今天終於知道錯（陳偉霆） | 日夜想你（鍾嘉欣）           |
| 11/24/37/50 | 就算世界無童話（衛蘭）        | I Will Be Loving You（陳柏宇）   | 弱水三千（麥浚龍）       | 對我有感覺（HotCha）         |
| 12/25/38/51 | 安全感（可嵐）                | 搜神記（容祖兒）                 | 一撇（泳兒）             | 沒有腳的小鳥（古巨基）       |
| 13/26/39/52 | 月全蝕（方力申）              | 相對論（張敬軒）                 | 地球很危險（古巨基）     | Show You（江若琳）           |

### 2010年
| 週數        | 第一季                            | 第二季                   | 第三季                     | 第四季                       |
| ----------- | --------------------------------- | ------------------------ | -------------------------- | ---------------------------- |
| 1/14/27/40  | 放得低（蔡卓妍）                  | 愛莫能助（Big Four）     | 無緣罪（泳兒）             | 綠野仙踪（容祖兒）           |
| 2/15/28/41  | 愛德華時代（吳雨霏）              | 超生培慾（麥浚龍）       | Rap Along Song（農夫）     | 花小姐（鄧麗欣）             |
| 3/16/29/42  | 雙冠軍（容祖兒）                  | 你好嗎（洪卓立）         | 直到你不找我（林峯）       | 斗零踭（楊千嬅）             |
| 4/17/30/43  | 骨膠原（張智霖）                  | 人人彈起（Twins）        | 屈尾十（HotCha）           | 不可預見 只可遇見（泳兒）    |
| 5/18/31/44  | 殘酷遊戲 （衛蘭）                 | 開籠雀（王菀之）         | 買一送一（陳奐仁、歐陽靖） | 櫻吹雪（麥浚龍）             |
| 6/19/32/45  | 倫敦橋（Chita）                   | 地球的心聲（劉德華）     | 飲酒思源（楊千嬅）         | 蘋果樹（洪卓立）             |
| 7/20/33/46  | 從前流淚光（鍾舒漫）              | 80之後（鍾舒漫）         | 金鐘罩（許志安）           | 簡簡單單（蔡卓妍）           |
| 8/21/34/47  | 獨行俠（李治廷）                  | 獨男（古巨基）           | 童話國（鍾舒漫）           | 絕配（吳雨霏、Hardpack）     |
| 9/22/35/48  | Big Four（Big Four）              | 我們很好（林峯）         | 男人信什麼（JW、衛蘭）     | 有時（周國賢）               |
| 10/23/36/49 | 桃色冒險（容祖兒）                | 愛的習慣（側田）         | 信今生愛過（容祖兒）       | SimpleLoveSong（RubberBand） |
| 11/24/37/50 | Do You Wanna Dance（陳偉霆）      | 一直看見天使（容祖兒）   | 時代（古巨基）             | 不枉（Super 4）              |
| 12/25/38/51 | 愛得起（鄭融、鍾嘉欣 Feat. 韋雄） | 越過高山越過谷（黃宗澤） | 噴火女（李卓庭）           | 愛在天地動搖時（衛蘭）       |
| 13/26/39/52 | 無限大（側田）                    | 心足（王梓軒）           | 三（林一峰、林二汶）       | K歌之后（鄭融）              |

### 2011年
| 週數        | 第一季                             | 第二季                         | 第三季                        | 第四季                     |
| ----------- | ---------------------------------- | ------------------------------ | ----------------------------- | -------------------------- |
| 1/14/27/40  | 有故事的人（鄭欣宜）               | 半份關心（鄭欣宜）             | 2013（張繼聰）                | 四季（鄭融）               |
| 2/15/28/41  | 投影（朱紫嬈）                     | 樂極忘情（陳偉霆）             | 費城實驗（Kolor）             | 主．婚．人（王祖藍）       |
| 3/16/29/42  | 中鋒（梁漢文）                     | Take It（鍾舒漫）              | Chok（林峯）                  | 愛沒有假如（衛蘭）         |
| 4/17/30/43  | Saranghae（側田）                  | 速度對比（李治廷）             | 末日（王菀之）                | 非凡（林欣彤）             |
| 5/18/31/44  | 分手學（張繼聰）                   | 明日之謎（狄易達）             | 洗澡（林欣彤）                | 知己（許廷鏗、吳若希）     |
| 6/19/32/45  | 放低過去（鍾欣桐）                 | 出走（許廷鏗）                 | 13點（容祖兒）                | 為你唱Demo（泳兒）         |
| 7/20/33/46  | 我傻女（吳雨霏）                   | 大人國（蔡卓妍）               | 戀上外星人（張智霖）          | Feeling Me（梁佑嘉）       |
| 8/21/34/47  | 有誰來愛我（泳兒）                 | 玩具也流涙（王梓軒）           | Dedicated to...（RubberBand） | 花千樹（容祖兒）           |
| 9/22/35/48  | I Love Hong Kong（李治廷、林欣彤） | 窮我一生（國）（古巨基）       | 熱能放送（林峯）              | Juicy Girl（JW）           |
| 10/23/36/49 | 盡快愛（黃宗澤）                   | Kiss Kiss Kiss（鄭融）         | 一再問究竟（梁漢文）          | 仍然（關心妍）             |
| 11/24/37/50 | 最好的...（王菀之）                | 藍色星球（洪卓立）             | 爆了（古巨基）                | 水百合（王菀之）           |
| 12/25/38/51 | 年年（蔡卓妍）                     | It's A Beautiful Day（鍾舒漫） | 尼古拉（李治廷）              | Once Upon A Time（古巨基） |
| 13/26/39/52 | 絕色（黃耀明）                     | Light Up My Life（林峯）       | 毫無自制（JW）                | 別煩著我（糖兄妹）         |
| 53          | /                                  | /                              | /                             | 厭棄（許廷鏗）             |

### 2012年
| 週數        | 第一季                         | 第二季               | 第三季                     | 第四季                     |
| ----------- | ------------------------------ | -------------------- | -------------------------- | -------------------------- |
| 1/14/27/40  | 海馬（張繼聰）                 | 忘川（陳僖儀）       | What Have U Done（G.E.M.） | 預防針（鍾嘉欣）           |
| 2/15/28/41  | 牆紙（容祖兒）                 | 大男人情歌（梁漢文） | 醒來（胡琳）               | 今天終於一人回家（李幸倪） |
| 3/16/29/42  | Big Man（梁漢文 Feat. 廿四味） | 在你名下（關心妍）   | 女皇（陳偉霆）             | 霧裡看花（國）（容祖兒）   |
| 4/17/30/43  | Smart Girl（梁佑嘉）           | 天地會（Kolor）      | 明明（蔡卓妍）             | 睜開眼（RubberBand）       |
| 5/18/31/44  | 木頭車（周子揚）               | 雙喜臨門（農夫）     | 第五類（鄭融）             | 為執著乾杯（藍奕邦）       |
| 6/19/32/45  | 上陣（Twins）                  | Easy（RubberBand）   | 頑石（林峯）               | 告別我的戀人們（古巨基）   |
| 7/20/33/46  | 相對時空（官恩娜）             | 樹藤（林欣彤）       | 戀無可戀（古巨基）         | 生命之花（張繼聰）         |
| 8/21/34/47  | 一天一天（國）（泳兒）         | 明白（Closer）       | 失戀哲理（關心妍）         | 直到你肯定（C AllStar）    |
| 9/22/35/48  | 愛不下去（韋雄）               | Falling（李幸倪）    | 霧裡看花（國）（容祖兒）   | 途經北海道（容祖兒）       |
| 10/23/36/49 | 面具（許廷鏗）                 | 勿忘草（洪卓立）     | 清空（泳兒）               | 重新長大（許廷鏗）         |
| 11/24/37/50 | 我要玩（容祖兒）               | 差利先生（Yellow!）  | For U And Me（鄭伊健）     | 一首歌（小肥）             |
| 12/25/38/51 | 下次愛你（王菀之）             | 我沒有傷心（吳若希） | 悲劇序曲（朱紫嬈）         | 今天開始（馮允謙）         |
| 13/26/39/52 | 想一個人（洪卓立）             | 我懷念的你（衛蘭）   | Shout（鍾舒漫）            | 犯眾憎（鍾一憲、麥貝夷）   |

### 2013年
| 週數        | 第一季                     | 第二季                     | 第三季                     | 第四季                             |
| ----------- | -------------------------- | -------------------------- | -------------------------- | ---------------------------------- |
| 1/14/27/40  | 你是我的一半（鍾嘉欣）     | 三人行（羅力威）           | 錯過（蔡卓妍）             | 玫瑰的故事（Gin Lee）              |
| 2/15/28/41  | 生命之花（張繼聰、王菀之） | 充電器（容祖兒）           | 最後祝福（黃宗澤）         | 火星文（張繼聰）                   |
| 3/16/29/42  | 陀飛輪（關淑怡）           | Little Something（林欣彤） | 音樂殖民地（C AllStar）    | What Do You Want From Me（馮允謙） |
| 4/17/30/43  | 時空（周國賢）             | Nice（林峯）               | 男生乙個（樂瞳）           | 番梘（林欣彤）                     |
| 5/18/31/44  | 白費（關心妍）             | 哥歌（王菀之）             | 負親（小肥）               | 化蝶（胡鴻鈞）                     |
| 6/19/32/45  | 傻瓜機（狄易達、蔚雨芯）   | 無聲佔有（洪卓立）         | Everlasting（鍾舒漫）      | 天窗（容祖兒）                     |
| 7/20/33/46  | 同林（林峯）               | 再見葫蘆娃（王祖藍）       | 週末畫報（薛凱琪）         | 世界劇團（馮允謙）                 |
| 8/21/34/47  | 冷笑話（薛凱琪）           | 我懂了（吳若希）           | 炊煙（吳若希）             | 薄情歌（C AllStar）                |
| 9/22/35/48  | 蝸居（許廷鏗）             | 跳火坑（王梓軒）           | 你把我灌醉（國）（G.E.M.） | 眼淚的名字（謝安琪）               |
| 10/23/36/49 | 天生不對（鍾一憲、麥貝夷） | 盲婚論嫁（區文詩）         | 晚上我是天蠍座（泳兒）     | 魂遊太虛（許廷鏗）                 |
| 11/24/37/50 | 奇幻逆緣（王祖藍）         | 通電（泳兒）               | 我就是主角（雷琛瑜）       | 一千零一次人生（林欣彤）           |
| 12/25/38/51 | 一起去阿拉斯加（藍奕邦）   | 最好的時刻（謝安琪）       | 非凡人生（鄭融）           | 知錯（鄭欣宜）                     |
| 13/26/39/52 | 皇后餐廳（王菀之）         | 爆（鄭融）                 | 下個他（許靖韻）           | 誰贏了（鄧建明、顧芮寧）           |

### 2014年
| 週數        | 第一季                       | 第二季                      | 第三季                             | 第四季                 |
| ----------- | ---------------------------- | --------------------------- | ---------------------------------- | ---------------------- |
| 1/14/27/40  | 我說（Gin Lee）              | 只要和你在一起（連詩雅）    | 紙筆墨（馮允謙）                   | 最痛無聲（孫耀威）     |
| 2/15/28/41  | 誰（洪卓立）                 | 時日如飛（C AllStar）       | 三千公里的理想（顧芮寧）           | 一（AGA）              |
| 3/16/29/42  | Live Like 18（鄭融）         | 逆轉（吳雨霏）              | 道別說愛你（雷琛瑜）               | 熊貓（鄭俊弘）         |
| 4/17/30/43  | 時光（許廷鏗）               | 失愛（沈震軒）              | 高山低谷（林奕匡）                 | 越難越愛（吳若希）     |
| 5/18/31/44  | 莞爾（張惠雅）               | 登對（許廷鏗）              | Come On（連詩雅）                  | I Miss Love（側田）    |
| 6/19/32/45  | 愛不完（胡琳）               | 愛我請留言（吳若希）        | 流淚行勝利道（許志安）             | 千色（王梓軒）         |
| 7/20/33/46  | 高登歌（小肥）               | Wake Up（Mr.）              | 星星的眼淚（國）（鍾欣潼、羅力威） | 新天地（許志安）       |
| 8/21/34/47  | 愛莫忘（鄭欣宜）             | 無名氏（鄭俊弘）            | 胡桃樹（洪卓立）                   | 戀人（藍奕邦）         |
| 9/22/35/48  | 布穀鳥大反擊（容祖兒）       | 星語心願（國）（泳兒）      | 我愛京達卡（小塵埃）               | 最後最後（薛凱琪）     |
| 10/23/36/49 | I Belong To U（Super Girls） | 你好嗎（張智霖）            | 勢不兩立（謝安琪）                 | 最卑微的願望（張敬軒） |
| 11/24/37/50 | 同行（周柏豪）               | 護航（許廷鏗）              | 眼淚極黑（官恩娜）                 | 天然呆（容祖兒）       |
| 12/25/38/51 | 休止符（吳若希）             | 青春常駐（張敬軒）          | 食物鏈（林欣彤）                   | 光源（林欣彤）         |
| 13/26/39/52 | 獨活（洪卓立）               | We Are The Only One（群星） | 我好想你（馮允謙）                 | 獨家村（謝安琪）       |

### 2015年
| 週數        | 第一季                              | 第二季                       | 第三季                             | 第四季                  |
| ----------- | ----------------------------------- | ---------------------------- | ---------------------------------- | ----------------------- |
| 1/14/27/40  | SS14（鍾舒漫、鍾舒祺）              | 靈魂相認（張敬軒）           | 眼淚的秘密（吳若希）               | 相信明天（胡鴻鈞）      |
| 2/15/28/41  | 福氣（許廷鏗）                      | 潮水（羅力威）               | 仁至義盡（許廷鏗）                 | 找對的人（張敬軒）      |
| 3/16/29/42  | SuperStar（C AllStar、Super Girls） | 雙面人（Mr.）                | 你最重要（李克勤）                 | 沉默的對話（鍾舒漫）    |
| 4/17/30/43  | 玩具（蔚雨芯）                      | 美好的時光（吳若希）         | 忘了嗎（鄭俊弘）                   | 遠征（Dear Jane）       |
| 5/18/31/44  | 少年遊（羅力威）                    | 這麼近那麼遠（容祖兒）       | 改潮玩代（鍾舒漫 Ft. MC仁）        | 人生銀行（關心妍）      |
| 6/19/32/45  | 一直一直（薛凱琪）                  | 一凍一熱（狄易達）           | 年月匆匆（馮允謙）                 | 一顆不變的心（鍾嘉欣）  |
| 7/20/33/46  | 愛怎說起（羅孝勇）                  | 百年不合（周柏豪）           | 別來無恙（陳柏宇）                 | 一拍即愛（Super Girls） |
| 8/21/34/47  | 投降吧（鄭俊弘）                    | 我們都是這樣長大的（林欣彤） | 世界真細小（李克勤、容祖兒）       | 郵輪（許廷鏗）          |
| 9/22/35/48  | 如你是我（許廷鏗）                  | 飄紅（容祖兒）               | 一夜成名（許廷鏗、鄭俊弘、胡鴻鈞） | 當狗愛上貓（鄭俊弘）    |
| 10/23/36/49 | 頌讚詩（林奕匡）                    | 華麗轉身（汪明荃）           | 相安無事（周柏豪）                 | 過客別墅（張敬軒）      |
| 11/24/37/50 | 蓓蕾（Super Girls）                 | WeTouch（側田）              | 愛同行（鄭俊弘）                   | 明知故犯（胡鴻鈞）      |
| 12/25/38/51 | 一千個假想結局（吳雨霏）            | 回眸一笑（陳柏宇）           | 分手的情書（鄧麗欣）               | 安徒生的錯（林奕匡）    |
| 13/26/39/52 | 家明（謝安琪）                      | 眼淚的秘密（吳若希）         | 少年遊記（洪卓立）                 | 我們都受傷（吳若希）    |

### 2016年
| 週數        | 第一季                  | 第二季                                    | 第三季                            | 第四季                         |
| ----------- | ----------------------- | ----------------------------------------- | --------------------------------- | ------------------------------ |
| 1/14/27/40  | 矛盾一生（JW）          | 一雙手（林奕匡）                          | 天地不容 （胡鴻鈞）               | 愛情小品（林奕匡）             |
| 2/15/28/41  | 孤單的貝多芬（葉巧琳）  | Keep On.Fight On（馮允謙 Feat. MastaMic） | 可以背負更多 （吳若希）           | 聲音騷了（C AllStar）          |
| 3/16/29/42  | 剛剛好（楊千嬅）        | 安守本份（谷微）                          | 浮沙之路（泳兒）                  | 只想可以跟你走（何雁詩）       |
| 4/17/30/43  | 你死我活（J.Arie）      | 讓我放開（胡鴻鈞）                        | 專業失戀30年（C AllStar）         | 乜青（陳柏宇）                 |
| 5/18/31/44  | 有沒有我（Super Girls） | 第一次擁抱（狄易達）                      | 後知後覺（馮允謙）                | 蝴蝶（許靖韻）                 |
| 6/19/32/45  | 告別之前（陳柏宇）      | 這首歌的名字是秘密（鍾舒漫）              | 上集大結局（陳柏宇）              | 傻瓜裡的童話（HANA）           |
| 7/20/33/46  | 記住忘記我（許廷鏗）    | 愛（吳若希）                              | 我的志願（許廷鏗）                | 你在我在（許廷鏗）             |
| 8/21/34/47  | 記住忘記我（許廷鏗）    | 最真心一對（何雁詩）                      | 命運的意外（胡鴻鈞）              | 仍堅持（鄭世豪）               |
| 9/22/35/48  | 夜幕天星（C AllStar）   | 痛（洪卓立）                              | 苦茶（鍾舒漫）                    | 一個人的永恆（鄭俊弘）         |
| 10/23/36/49 | 炮火（鄭俊弘）          | 女神（鄭欣宜）                            | 最後一次分手（吳若希）            | Can You See（英）（譚嘉儀）    |
| 11/24/37/50 | 炮火（鄭俊弘）          | 火線下（鄭俊弘）                          | 我的志願（許廷鏗） （第二週冠軍） | 沒有你，我甚麼都不是（陳柏宇） |
| 12/25/38/51 | 請跟我走（陳柏宇）      | 百姓（吳業坤）                            | 被單身的人（吳業坤）              | 愛需要勇氣（何雁詩）           |
| 13/26/39/52 | 四不像（泳兒）          | 問天（許廷鏗）                            | 扯線木偶（譚嘉儀）                | 愛需要勇氣（何雁詩）           |
| 53          | /                       | /                                         | /                                 | 不可告人（王浩信）             |

### 2017年
| 週數        | 第一季                | 第二季                   | 第三季                       | 第四季                   |
| ----------- | --------------------- | ------------------------ | ---------------------------- | ------------------------ |
| 1/14/27/40  | 第一次告別（吳業坤）  | 一輩子守候（HANA）       | 原來只因深愛著（JW、吳業坤） | 霸氣情歌（陳柏宇）       |
| 2/15/28/41  | 小故事（JW）          | 一刻戀上（C AllStar）    | 小碎步（鍾舒漫）             | 戰勝吧（鄭俊弘）         |
| 3/16/29/42  | 停止繁殖（林奕匡）    | 太想討好你（何雁詩）     | 奇怪（林欣彤）               | 安全感（JW）             |
| 4/17/30/43  | 兄兄我我（C AllStar） | 最後也分開（譚嘉儀）     | 久別重逢（HANA）             | 天網（周柏豪）           |
| 5/18/31/44  | 痛醒（許廷鏗）        | 情人自擾（胡鴻鈞）       | 陪著你走（譚嘉儀、王浩信）   | 忘記我自己（HANA）       |
| 6/19/32/45  | 痛醒（許廷鏗）        | BB（蔚雨芯）             | 長相廝守（ToNick）           | 忘記我自己（HANA）       |
| 7/20/33/46  | 願望樹（胡琳）        | 一隻小豬（泳兒）         | 愛近在眼前（何雁詩）         | 較早前錄影（吳浩康）     |
| 8/21/34/47  | 在這家（糖妹）        | 地盡頭（鄭俊弘）         | 心眼（王浩信）               | 琢磨（許靖韻）           |
| 9/22/35/48  | 從不信自己（鍾舒漫）  | 帶著骨灰去旅行（洪卓立） | 習慣愛你（泳兒）             | 到此一遊（胡鴻鈞）       |
| 10/23/36/49 | 聽你說願意（鄭世豪）  | 手中沙（HANA）           | 朋友身份（胡鴻鈞）           | 磚頭（陳柏宇）           |
| 11/24/37/50 | 難得一遇（林奕匡）    | 我不會撒嬌（何雁詩）     | 傷心到變形（吳業坤）         | 你在我心間（吳若希）     |
| 12/25/38/51 | 風沙（鄭俊弘）        | 陪著你走（譚嘉儀）       | 靈魂進化（C AllStar）        | 大丈夫（Supper Moment）  |
| 13/26/39/52 | 一輩子守候（HANA）    | 煉獄健身室（陳健安）     | 時間做證（陳曉東）           | 欲言又止（HANA、王浩信） |

### 2018年
| 週數        | 第一季                   | 第二季                     | 第三季                     | 第四季                     |
| ----------- | ------------------------ | -------------------------- | -------------------------- | -------------------------- |
| 1/14/27/40  | 遙不可及（胡鴻鈞）       | 忍（林欣彤）               | 逆天（鄭俊弘）             | 獻醜（洪卓立）             |
| 2/15/28/41  | 遙不可及（胡鴻鈞）       | 今天之後（胡鴻鈞）         | 天才兒童1985（張敬軒）     | 烏托邦（周柏豪）           |
| 3/16/29/42  | 花森林（譚嘉儀）         | 和好（鄧小巧）             | 重光紀念日（林欣彤）       | 只想與你再一起（HANA）     |
| 4/17/30/43  | 泣血薔薇（吳若希）       | 找個離開你的理由（吳若希） | 飛蛾撲火（HANA）           | 為何你要背叛我（吳若希）   |
| 5/18/31/44  | 起跑線（鄭俊弘）         | 凱旋門（吳業坤）           | 無悔無愧（胡定欣）         | 認真如初（陳柏宇）         |
| 6/19/32/45  | 放假（伍富橋）           | 嫁給我（羅力威）           | 月亮不代表我的心（梁釗峰） | 兩口子（田蕊妮）           |
| 7/20/33/46  | 初心（古巨基）           | 其實我牽掛（謝文欣）       | 星光（鄭俊弘）             | 老少平安（周柏豪）         |
| 8/21/34/47  | 你帶著我的青春離去（JW） | 回到以前（HANA）           | 未開始的故事（戴祖儀）     | 青春、戀愛和意外（曾樂彤） |
| 9/22/35/48  | 一起不一起（糖妹）       | 別再記起（吳若希）         | 閨蜜專用（Super Girls）    | 細看近年，那信念（戴祖儀） |
| 10/23/36/49 | 缺（張敬軒）             | 男人背後（周柏豪）         | 背後女人（楊千嬅、周柏豪） | 但願人長久（HANA）         |
| 11/24/37/50 | 天若有情（泳兒）         | 男人背後（周柏豪）         | 開心節（鍾舒漫）           | 但願人長久（HANA）         |
| 12/25/38/51 | 死不了的（鄭融）         | 騎膊馬（泳兒）             | Captain Nancy（薛家燕）    | 偉業街（胡鴻鈞）           |
| 13/26/39/52 | 冰傷（譚嘉儀）           | 偷聽情歌（胡鴻鈞）         | 潛水（張敬軒）             | 百年樹木（張敬軒）         |

### 2019年
| 週數        | 第一季                          | 第二季                 | 第三季                        | 第四季                   |
| ----------- | ------------------------------- | ---------------------- | ----------------------------- | ------------------------ |
| 1/14/27/40  | 揮揮手（JW）                    | 日月存亡（吳若希）     | Only One（戴祖儀）            | 逃生門（JW）             |
| 2/15/28/41  | 太難開始（胡鴻鈞）              | 最後召集（周柏豪）     | 山旮旯（馮允謙）              | 輪流轉（石詠莉）         |
| 3/16/29/42  | 太空艙（古巨基）                | 和懷念講再見（吳業坤） | 選擇善良 （鄭俊弘）           | 鬚根（洪卓立）           |
| 4/17/30/43  | 別再怕（HANA）                  | 暗中愛我（吳若希）     | 小蚊赧 （李靖筠）             | 你永遠是最好（林穎彤）   |
| 5/18/31/44  | 大女人主義（吳業坤 Ft. 田蕊妮） | 怎麼你不找我（譚嘉儀） | Can You Hear（英）（譚嘉儀）  | 愛情無價（吳若希）       |
| 6/19/32/45  | 重複愛一次（伍富橋）            | 鋼鐵有淚（HANA）       | 沒有你開始（HANA）            | 船頭尺（吳浩康）         |
| 7/20/33/46  | 半段路（田蕊妮）                | 鐵石心腸（鄭俊弘）     | 包庇（何雁詩）                | 離開有什麼可怕（劉子碩） |
| 8/21/34/47  | 若然冬天沒有花（梁釗峰）        | 13樓的大笨象（鄭融）   | 在錯誤的宇宙尋找愛 （陳健安） | 今宵多珍重（譚嘉儀）     |
| 9/22/35/48  | 黑人問號（鍾舒漫）              | 得失一笑中 （謝東閔）  | 逆流成河 （許靖韻）           | 讓愛高飛（周柏豪）       |
| 10/23/36/49 | 為愛冒險（胡鴻鈞）              | 數寄屋橋次郎（洪卓立） | 你知不知道（戴祖儀、古家峯）  | 我會想念他（何雁詩）     |
| 11/24/37/50 | 孤身走（連詩雅）                | 我記得（吳若希）       | 過路人（連詩雅）              | 永恆少年（曾樂彤）       |
| 12/25/38/51 | 心有不甘（HANA）                | 你就是天下（HANA）     | 生來起舞（趙慧珊）            | 每段愛還是錯 （吳若希）  |
| 13/26/39/52 | 亂世情侶（古巨基）              | 忽然又想起你（林穎彤） | 野木蘭（泳兒）                | 天光前分手 （戴祖儀）    |

### 2020年
| 週數        | 第一季                 | 第二季               | 第三季                   | 第四季                   |
| ----------- | ---------------------- | -------------------- | ------------------------ | ------------------------ |
| 1/14/27/40  | 逆光飛翔（HANA）       | 仙水（羅力威）       | 一人之境（林家謙）       | 原始心態（吳業坤）       |
| 2/15/28/41  | 說分手（連詩雅）       | 不要流淚（鄭俊弘）   | 十字路口（胡鴻鈞）       | 格林童話（李克勤）       |
| 3/16/29/42  | 花心（泳兒）           | 我不是她（HANA）     | 小謊言（連詩雅）         | 小半生（JW）             |
| 4/17/30/43  | 碎紙機的告白（李靖筠） | 喜劇收場（洪卓立）   | 沒有你並無掛念（吳若希） | 說過放下（HANA）         |
| 5/18/31/44  | 底線（趙慧珊）         | 最冷的一天（謝東閔） | 我輸不起（HANA）         | 乾爹（關智斌）           |
| 6/19/32/45  | 尋找白金漢（馮允謙）   | 找到一個人（曾樂彤） | 呼吸有害（莫文蔚）       | 地球來的人（馮允謙）     |
| 7/20/33/46  | 你喜歡說謊（HANA）     | 這位蠢才（吳若希）   | 夢飛翔（謝東閔、戴祖儀） | 劫後餘生（周柏豪）       |
| 8/21/34/47  | 爸爸的禮物（陳柏宇）   | 如果你明白（HANA）   | 輕熟女（JW）             | 劫後餘生（周柏豪）       |
| 9/22/35/48  | 沒身份妒忌（胡鴻鈞）   | 一切正常（吳浩康）   | 絕望時請點播（何雁詩）   | 可不可以戀愛（林穎彤）   |
| 10/23/36/49 | 我為我堅強（谷婭溦）   | 血淚的磨練（鄭俊弘） | 你是誰（鄭俊弘）         | 一刀切（胡鴻鈞）         |
| 11/24/37/50 | 真心不變（譚嘉儀）     | 別為我好（許靖韻）   | 妳幸福嗎？（胡鴻鈞）     | 不能放手 （HANA）        |
| 12/25/38/51 | 似水流年（吳若希）     | 凡人不懂愛（胡鴻鈞） | 妳幸福嗎？（胡鴻鈞）     | 溝渠暢泳（泳兒）         |
| 13/26/39/52 | 拼命無恙（林家謙）     | 原來有愛（譚嘉儀）   | 萬惡不赦（梁釗峰）       | 世事何曾是絕對（譚嘉儀） |

### 2021年
- (!)3月13日起，HKRIA版權風波已平息。HKRIA會員唱片公司如環球的AGA及陳奕迅、華納的薛凱琪成為首批於破冰後在無綫勁歌金榜上榜的歌手。
- (#)4月11日起，勁歌金曲全新改革。

| 週數        | 第一季                          | 第二季                       | 第三季                         | 第四季                                   |
| ----------- | ------------------------------- | ---------------------------- | ------------------------------ | ---------------------------------------- |
| 1/14/27/40  | 愛情事（連詩雅）                | 時間的囚犯（林奕匡）         | Sweet Escape（張敬軒）         | 荊棘海（泳兒）                           |
| 2/15/28/41  | 不知道你的好（伍富橋）          | (#)是但求其愛（陳奕迅）      | It's OK To Be Sad（衛蘭）      | 日出時讓街燈安睡（Gin Lee feat. 張學友） |
| 3/16/29/42  | 哭牆（谷婭溦）                  | @princejoyce（鄭欣宜）       | I Wish（陳凱詠）               | 日出時讓街燈安睡（Gin Lee feat. 張學友） |
| 4/17/30/43  | 東京人壽（容祖兒）              | 哥本哈根的另一個我（薛凱琪） | 孤毒（泳兒）                   | 今天不營業（胡鴻鈞）                     |
| 5/18/31/44  | 東京人壽（容祖兒）              | CityPop（AGA）               | 不相信別人（HANA）             | 倔強（谷婭溦）                           |
| 6/19/32/45  | 逆流直上（謝東閔、戴祖儀）      | 煙花紀（容祖兒）             | 奪金（聲夢傳奇導師及學員）     | 真話的清高（炎明熹）                     |
| 7/20/33/46  | 多喝水（鄭融）                  | 我不如（曾比特）             | 我們再不講再見（毓麟、戴祖儀） | 真話的清高（炎明熹）                     |
| 8/21/34/47  | 心跳移植（胡鴻鈞）              | 波板糖（Supper Moment）      | 純白（陳柏宇）                 | 結（陳柏宇）                             |
| 9/22/35/48  | 誰人在身邊（JW）                | 留下來的人（C AllStar）      | 愛的告別式（關心妍）           | 謝謝你的應援（胡鴻鈞）                   |
| 10/23/36/49 | 所有遺失的東西（泳兒）          | 不如憎你（林欣彤）           | 我想和你好好的（陳蕾）         | 最難行的路（鄭欣宜）                     |
| 11/24/37/50 | 俏郎君（張敬軒）                | 先哭為敬（鄭欣宜）           | 別放棄治療（連詩雅）           | 記憶棉（MC張天賦 )                       |
| 12/25/38/51 | 我不想別離（JW）                | 整親（胡鴻鈞）               | 不可能發生（譚嘉儀）           | 火和火柴（吳若希）                       |
| 13/26/39/52 | 集合吧！地球保衛隊（C AllStar） | 秘密花園（HANA）             | 真愛配方（陳展鵬）             | 原來談戀愛是這麼一回事（姚焯菲）         |

### 2022年
| 週數        | 第一季                                  | 第二季                         | 第三季                     | 第四季                               |
| ----------- | --------------------------------------- | ------------------------------ | -------------------------- | ------------------------------------ |
| 1/14/27/40  | 原來談戀愛是這麼一回事（姚焯菲）        | 複雜（炎明熹）                 | 飛鳥俠（布志綸）           | 18部半（泳兒）                       |
| 2/15/28/41  | 愛是帶種缺憾的美（胡鴻鈞、炎明熹）      | 兩個你（G.E.M.）               | 愛情許可證（詹天文）       | 一個傻瓜一個啞（陳葦璇）             |
| 3/16/29/42  | On my way（張敬軒）                     | 報復式浪漫（馮允謙）           | 我地（鄭欣宜）             | 呼吸之間（衛蘭）                     |
| 4/17/30/43  | 要為今日回憶（After Class）             | Breakin' My Heart（鍾柔美）    | 賽勒斯的愛（張敬軒）       | 陽光空氣（姚焯菲、張馳豪）           |
| 5/18/31/44  | 對得起自己（陳柏宇）                    | 第一秒（側田 feat. Ted Lo）    | 現代戀愛安全手冊（衛蘭）   | Glitterfalls（鄭欣宜）               |
| 6/19/32/45  | IDK（Gin Lee）                          | 幼稚未完（林峯）               | 慢鏡（吳若希）             | FF（JW）                             |
| 7/20/33/46  | 同眠（Supper Moment feat. Timothy Sun） | 納斯卡線（JW）                 | 共創新篇（Supper Moment）  | Hat Trick（聲夢傳奇、聲夢傳奇2學員） |
| 8/21/34/47  | Eyes On Me（譚嘉儀）                    | 見字醫病（吳浩康）             | 悲中帶喜（側田）           | 明天仍要繼續（譚詠麟、炎明熹）       |
| 9/22/35/48  | Little Miss Janice（衛蘭）              | 愛無餘地（HANA）               | 給缺席的人唱首歌（馮允謙） | 明天仍要繼續（譚詠麟、炎明熹）       |
| 10/23/36/49 | 一個人的幸運（冼靖峰）                  | 早上37.2度（泳兒）             | 老派約會之必要（MC張天賦） | Take A Breath（馮允謙）              |
| 11/24/37/50 | 葉落冰川（泳兒）                        | 老伙記（側田 feat. Eric Kwok） | #BFF（姚焯菲）             | Little Fires Everywhere（泳兒）      |
| 12/25/38/51 | 靈魂伴侶（姚焯菲）                      | Freakin' Nightmare（馮允謙）   | 焰（炎明熹）               | 隨意瞞（HANA）                       |
| 13/26/39/52 | 有我（陳柏宇）                          | Tomorrow（AGA）                | 焰（炎明熹）               | 隨意瞞（HANA）                       |
| 53          | /                                       | /                              | /                          | 恐懼蠶食心靈（鄭欣宜）               |

### 2023年
- 從2月12日（第6周）起，因應《勁歌金曲》週日的播放時段改為播出其他綜藝節目，原本在週日公佈的「勁歌金榜」榜單提前在週六的節目上公佈。
- 從5月27日（第21周）起，「勁歌金榜」正式成為獨立節目，由許文軒主持，以專訪形式介紹派台新歌及歌手最新音樂動向。

| 週數        | 第一季                        | 第二季                        | 第三季                     | 第四季                          |
| ----------- | ----------------------------- | ----------------------------- | -------------------------- | ------------------------------- |
| 1/14/27/40  | wanna be close to u（鍾柔美） | 今生今世（炎明熹）            | 無去無來（楊千嬅）         | y2k還襯我麼？（鍾柔美）         |
| 2/15/28/41  | 有天（陳柏宇）                | 百二歲（吳業坤、Cousin Fung） | 隱形遊樂場（張敬軒）       | 令人期待的下集預告（陳柏宇）    |
| 3/16/29/42  | 好想約你（炎明熹）            | 入場人士注意（馮允謙）        | 仍然是愛（吳業坤）         | 這個姿態（姚焯菲）              |
| 4/17/30/43  | 人啊人（陳奕迅）              | 一人傍晚藝術館（陳柏宇）      | 《3.14》（余宗遙）         | 哀傷的作者（黃妍）              |
| 5/18/31/44  | 我們在結束時開始（胡鴻鈞）    | Believe Us（鄭欣宜）          | 光之道（布志綸）           | 收到收到（馮允謙）              |
| 6/19/32/45  | 重見（曾比特）                | 大開眼界（炎明熹）            | 忘記趁早（林智樂）         | Special One（AGA feat. 陳奕迅） |
| 7/20/33/46  | Dum Dum（Gin Lee）            | 同歸於盡（泳兒）              | 三人之境（吳若希）         | 13歲的天堂（JW）                |
| 8/21/34/47  | 還有事情可慶祝（楊千嬅）      | MIZU（AGA）                   | 台前幕後（林奕匡）         | SiS（XiX）                      |
| 9/22/35/48  | 盲婚啞嫁（陳奕迅）            | 單戀這件小事（Gin Lee）       | 燒光了火柴（陳曉東）       | 一了百了（泳兒）                |
| 10/23/36/49 | 仍會等（鄭欣宜）              | 小出走（姚焯菲）              | Little Magic（炎明熹）     | Only For Me（炎明熹）           |
| 11/24/37/50 | 00000（李靖筠）               | 弦續（李克勤）                | Give Me A Chance（胡鴻鈞） | 人生遊戲（黎明）                |
| 12/25/38/51 | 陪你（JW）                    | 綜藝魂（葉巧琳）              | 想見便遇見（郭富城）       | 後人類的美麗與哀愁（Gin Lee）   |
| 13/26/39/52 | 有誰共鳴（曾比特）            | 由始至今（溫拿）              | 企好（Gin Lee）            | 社交恐懼癌（陳奕迅）            |

### 2024年
| 週數        | 第一季                        | 第二季                     | 第三季                                 | 第四季                        |
| ----------- | ----------------------------- | -------------------------- | -------------------------------------- | ----------------------------- |
| 1/14/27/40  | Crystal Clear（炎明熹）       | 遺憾與遺憾的一切（梁釗峰） | 年輪海（林智樂）                       | 過山車（歐陽靖）              |
| 2/15/28/41  | 你是我唯一的（周吉佩）        | 透光者（炎明熹）           | Falling For You（周吉佩）              | 神愛世人（鄧小巧）            |
| 3/16/29/42  | 澀谷駅前等（林智樂）          | 白髮齊眉（鄧小巧）         | EXIT（郭富城）                         | CYA（姚焯菲、鍾柔美、詹天文） |
| 4/17/30/43  | 給你幸福 所以幸福（馮允謙）   | 神算（方皓玟）             | EXIT（郭富城）                         | 爛好人（鄭俊弘）              |
| 5/18/31/44  | 分手前中後（吳業坤）          | 回憶半分鐘（雲浩影）       | Crack!（鍾柔美）                       | 談戀愛（丁噹、吳若希）        |
| 6/19/32/45  | 有有有（薛家燕、Shila Amzah） | 相信 相信（羅啟豪）        | 一身焰火去羅馬（莫文蔚、The Masters）  | 您（郭富城）                  |
| 7/20/33/46  | 雙喜樓（Twins）               | 告訴我（林欣彤）           | 誰能避開戀愛這事情（MC張天賦、姚焯菲） | Make My Day（汪明荃）         |
| 8/21/34/47  | 魔氈（曾比特）                | Dirty Rhythm（張馳豪）     | 誰能避開戀愛這事情（MC張天賦、姚焯菲） | 至少他不似你（姚焯菲）        |
| 9/22/35/48  | 初心小島（姚焯菲）            | 還有一艘救生艙（炎明熹）   | 無意冒犯（冼靖峰）                     | 第三人生（周吉佩）            |
| 10/23/36/49 | 青春告別式（張敬軒）          | 九秒九（容祖兒）           | Pretty Good（XiX）                     | 給親愛的親愛（陳慧嫻）        |
| 11/24/37/50 | 島嶼時間囊（Zpecial）         | 黃言（黃妍）               | Will You Be My Lover（姚焯菲）         | 七十二變（黎明）              |
| 12/25/38/51 | 無傷大雅（林峯）              | Diff.（Gin Lee）           | 新牌仔（Gin Lee）                      | 咖啡 鴛鴦 奶茶（黃妍）        |
| 13/26/39/52 | 召喚絲（吳若希）              | Dreamscape（姚焯菲）       | 麻煩彈開（詹天文）                     | 宇宙逃生口（張馳豪）          |

### 2025年
| 週數        | 第一季                  | 第二季                         | 第三季                        | 第四季 |
| ----------- | ----------------------- | ------------------------------ | ----------------------------- | ------ |
| 1/14/27/40  | 會再見的（馮允謙）      | 無愧於當初的我（Gin Lee）      | 要遲少少（布志綸）            |        |
| 2/15/28/41  | 勇氣（冼靖峰）          | 愛情求生案內書（吳業坤）       | 我們都是藝術品（黃洛妍）      |        |
| 3/16/29/42  | 普渡眾生（林家謙）      | 這個家（姚焯菲）               | 白夜行（Gin Lee）             |        |
| 4/17/30/43  | Masterpiece（鍾柔美）   | Gas Station Diner（AGA）       | 一切都是有原因的（詹天文）    |        |
| 5/18/31/44  | 可惜我們沒有（Gin Lee） | 我們什麼都不是（馬天佑）       | 不想將你放下（Supper Moment） |        |
| 6/19/32/45  | 默默（黃劍文）          | Catch A Feeling（張馳豪）      | 感激跟你能夠遇見（吳若希）    |        |
| 7/20/33/46  | 遠花火（吳業坤）        | Follow Me（古淖文）            | 有一種執著（黃博）            |        |
| 8/21/34/47  | 陪伴（陳慧嫻）          | 性本善（谷婭溦）               |                               |        |
| 9/22/35/48  | 一劇之本（伍富橋）      | 發夢的練習曲（林智樂）         |                               |        |
| 10/23/36/49 | 無糖可樂（泳兒）        | The Best Version Of Me（衛蘭） |                               |        |
| 11/24/37/50 | 逆行（謝霆鋒）          | GBAD（王嘉爾）                 |                               |        |
| 12/25/38/51 | 關於後悔（陳柏宇）      | New Fantasy（姚焯菲）          |                               |        |
| 13/26/39/52 | 完全因你（林智樂）      | 還未分享的歌單（羅啟豪）       |                               |        |

## 每集內容

### 2023年
| 週數 | 播映日期       | 訪談嘉賓／精選歌曲／宣傳內容                                                          | 網上加長版 | 該集節目調動至凌晨00:00播出 |
| 21   | 2023年5月27日  | 張敬軒《隱形遊樂場》                                                                  | ★          |                             |
| 22   | 2023年6月3日   | 魏嘉瑩《喜歡我吧》／專輯《喜歡我吧創作自選輯》                                        |            |                             |
| 23   | 2023年6月10日  | 陳明憙、林一峰《17秒》／音頻治療糸列                                                  |            |                             |
| 24   | 2023年6月17日  | 區子琳《上載中》                                                                      |            |                             |
| 25   | 2023年6月24日  | 伍富橋《很多很多份之一》                                                              |            |                             |
| 26   | 2023年7月1日   | 楊千嬅《無去無來》／《楊千嬅MY TREE OF LIVE世界巡迴演唱會》                           | ★          |                             |
| 27   | 2023年7月8日   | 布志綸《光之道》                                                                      |            |                             |
| 28   | 2023年7月15日  | 葉巧琳《綜藝魂》／《The Odyssey of Freya》企劃                                        |            |                             |
| 29   | 2023年7月22日  | 溫拿樂隊《由始至今》／專輯《Farewell with Love》／《溫拿情不變說再見演唱會》          | ★          | ★                           |
| 30   | 2023年7月29日  | 陳曉東《燒光了火柴》                                                                  | ★          |                             |
| 31   | 2023年8月5日   | 黃妍《哀傷的作者》／專輯《4891》                                                      |            |                             |
| 32   | 2023年8月12日  | 黃劍文《餞別酒》                                                                      |            |                             |
| 33   | 2023年8月19日  | 鍾柔美《y2k還襯我麼？》MV製作特輯                                                     |            |                             |
| 34   | 2023年8月26日  | 林智樂《忘記趁早》                                                                    |            | ★                           |
| 35   | 2023年9月2日   | 伍富橋《和你有些》MV製作特輯                                                          |            |                             |
| 36   | 2023年9月9日   | 許廷鏗《微時》                                                                        | ★          |                             |
| 37   | 2023年9月16日  | SoulJase《花見之酩》                                                                  |            | ★                           |
| 38   | 2023年9月23日  | 炎明熹《Little Magic》／《Gi-FORCE演唱會》                                            | ★          | ★                           |
| 39   | 2023年9月30日  | Elly 艾妮《報復式浪漫》／專輯《Tokyo Bloom》                                          |            | ★                           |
| 40   | 2023年10月7日  | 陳凱彤《結局之前一頁》                                                                |            |                             |
| 41   | 2023年10月14日 | 莫文蔚《月光光》／《莫后光年》30周年展覽                                              | ★          |                             |
| 42   | 2023年10月21日 | 谷旻、Johnny Yim《逃》                                                                |            | ★                           |
| 43   | 2023年10月28日 | 陳慧敏《Why So Serious》                                                              |            | ★                           |
| 44   | 2023年11月4日  | Sing Sing Rabbit《THE DAY WHEN WE FALL IN LOVE》／《When Sing Sing Rabbit Meets》企劃 |            | ★                           |
| 45   | 2023年11月11日 | JW 王灝兒《13歲的天堂》                                                               | ★          |                             |
| 46   | 2023年11月18日 | Gin Lee 李幸倪《後人類的美麗與哀愁》                                                  | ★          | ★                           |
| 47   | 2023年11月25日 | CY 陳宗澤《必要之惡》                                                                 |            | ★                           |
| 48   | 2023年12月2日  | 吳林峰《未生》                                                                        |            | ★                           |
| 49   | 2023年12月9日  | Zeno 顧定軒《Y-not-2-OK》／數碼專輯《ZKOOL》                                          |            | ★                           |
| 50   | 2023年12月17日 | Eagle 陳天翱《No Say!》                                                               |            |                             |
| 51   | 2023年12月23日 | 胡渭康《這一個家》／《Love Returns》慈善演唱會                                        |            | ★                           |
| 52   | 2023年12月30日 | GooChan《講再見》／數碼專輯《十月八日記》                                             |            | ★                           |

### 2024年
| 週數 | 播映日期       | 訪談嘉賓／精選歌曲／宣傳內容                                                      | 網上加長版 | 該集節目調動至凌晨00:00播出 |
| 1    | 2024年1月6日   | 鄧思朗《小孩子才做選擇》                                                          |            |                             |
| 2    | 2024年1月13日  | Delta T《土豪金》                                                                 |            | ★                           |
| 3    | 2024年1月20日  | 吳業坤《分手前中後》／「坤哥ただいま2024音楽會」／專輯《TADAIMA》                 | ★          |                             |
| 4    | 2024年1月27日  | 陳健安《繼續繼續》／專輯《Life afteR Life》／「陳健安Live afteR Life 2024演唱會」 |            | ★                           |
| 5    | 2024年2月3日   | 泳兒《無能 為力》／祝福三部曲                                                     | ★          |                             |
| 6    | 2024年2月10日  | 乙女新夢《戀愛禁止》                                                              |            |                             |
| 7    | 2024年2月17日  | 薛家燕《有有有 Year of the Yo!》                                                  |            |                             |
| 8    | 2024年2月24日  | Supper Moment《我的形狀》                                                         | ★          |                             |
| 9    | 2024年3月2日   | 劉智衛《Sillybird》                                                               |            |                             |
| 10   | 2024年3月9日   | 許冠傑《紫信箋》／「許冠傑此時此處演唱會2024」                                    |            |                             |
| 11   | 2024年3月16日  | 方俊、陳永明《鼓舞》                                                              |            |                             |
| 12   | 2024年3月23日  | 吳若希《召喚絲》                                                                  | ★          |                             |
| 13   | 2024年3月30日  | 鍾舒漫《What You Get》                                                            |            |                             |
| 14   | 2024年4月6日   | 馬天佑《受傷》                                                                    |            |                             |
| 15   | 2024年4月13日  | 方皓玟《神算》                                                                    | ★          |                             |
| 16   | 2024年4月20日  | 李璧琦《向明日乾杯》／鏡像三部曲                                                  |            |                             |
| 17   | 2024年4月27日  | 張馳豪《Dirty Rhythm》                                                            |            |                             |
| 18   | 2024年5月4日   | Jolie 陳逸璇《Thru the Night》                                                    |            |                             |
| 19   | 2024年5月11日  | 郭浩皇《曾經的未來》                                                              |            |                             |
| 20   | 2024年5月18日  | 林芊瑩《Let Go》                                                                  |            |                             |
| 21   | 2024年5月25日  | Cloud 雲浩影《慢性分手》／專輯《INTRODUCTION to PAIN》                            | ★          |                             |
| 22   | 2024年6月1日   | 華晨宇《向陽而生（日出Live版）》／「華晨宇火星演唱會2024香港站」                  | ★          |                             |
| 23   | 2024年6月8日   | Aiden 洪助昇《你不是我的岸》                                                      |            |                             |
| 24   | 2024年6月15日  | 林愷鈴《現在》                                                                    | ★          |                             |
| 25   | 2024年6月22日  | 駱胤鳴《大半夜未肯睡》                                                            |            |                             |
| 26   | 2024年6月29日  | 鄧小巧《討好式戀愛》                                                              |            |                             |
| 27   | 2024年7月6日   | 周吉佩《Falling for You》                                                         |            |                             |
| 28   | 2024年7月13日  | 周柏豪《里程碑》                                                                  | ★          |                             |
| 29   | 2024年7月20日  | 林奕匡《波希米亞（沒有）狂想曲》                                                  | ★          |                             |
| 30   | 2024年7月27日  | Arvin 曾傲棐《FM520》                                                             |            |                             |
| 31   | 2024年8月3日   | 施匡翹、JC 陳詠桐《Girls Talk》                                                   |            |                             |
| 32   | 2024年8月10日  | AP 潘宇謙《微光》／專輯《微光》                                                   |            |                             |
| 33   | 2024年8月17日  | 應智越《DOWN》                                                                    |            | ★                           |
| 34   | 2024年8月24日  | 詹天文《麻煩彈開》                                                                | ★          |                             |
| 35   | 2024年8月31日  | 梁釗峰《致陪伴我的》                                                              | ★          |                             |
| 36   | 2024年9月7日   | 江若琳《一直留在心底的事》                                                        | ★          |                             |
| 37   | 2024年9月14日  | Apple凌雪怡《今年煙花特別多》                                                     |            |                             |
| 38   | 2024年9月21日  | 鄭俊弘《爛好人》                                                                  |            |                             |
| 39   | 2024年9月28日  | 杜自持／「杜自持管弦樂團致敬音樂會」                                              | ★          |                             |
| 40   | 2024年10月5日  | 譚嘉儀《Be with you》／「BE WITH YOU譚嘉儀演唱會2024」                            |            |                             |
| 41   | 2024年10月12日 | 張蔓莎《細間始終你好》                                                            | ★          |                             |
| 42   | 2024年10月19日 | Locksmiths開鎖佬《我們都是這樣沒有長大的》                                        |            |                             |
| 43   | 2024年10月26日 | 張光宇《蕩失路》                                                                  |            |                             |
| 44   | 2024年11月2日  | 麥浚龍《天與地的距離》／「The Album in the name of a father.」                    | ★          |                             |
| 45   | 2024年11月9日  | 劉威煌、梁浩賢、甘永傑／「ZONE D FUNtas4ic音樂會」                                |            |                             |
| 46   | 2024年11月16日 | Zpecial《若果我們未曾遇過》                                                       | ★          |                             |
| 47   | 2024年11月23日 | 姜麗文《1995》                                                                    |            |                             |
| 48   | 2024年11月30日 | 黃奕斌《LIT》                                                                     | ★          |                             |
| 49   | 2024年12月7日  | 陳浩 Edward. C、VAL 趙展彤《出海》                                                |            |                             |
| 50   | 2024年12月14日 | 范明熙《隨便放閃》                                                                |            |                             |
| 51   | 2024年12月21日 | Mike曾比特《Talk To Me》                                                          | ★          |                             |
| 52   | 2024年12月28日 | Kendy Suen《維納斯的誕生》                                                        | ★          |                             |

### 2025年
| 週數 | 播映日期      | 訪談嘉賓／精選歌曲／宣傳內容                                             | 網上加長版 | 該集節目調動至凌晨00:00播出 |
| 1    | 2025年1月4日  | 曾樂彤《Click Me》                                                       | ★          |                             |
| 2    | 2025年1月11日 | 勁歌金榜/J Music大事回顧                                                 |            |                             |
| 3    | 2025年1月18日 | 小塵埃《RPG》／專輯《Believer》                                          | ★          |                             |
| 4    | 2025年1月25日 | Bernard Chan《在一起就好》                                               |            |                             |
| 5    | 2025年2月1日  | OneUp《拾回鐵達尼》／愛情三部曲                                          |            |                             |
| 6    | 2025年2月8日  | Mr.《輕狂歲月》                                                          | ★          |                             |
| 7    | 2025年2月15日 | 泰倫斯《Turn me OFF》／專輯《Act 1: The Beautiful Mess》                 |            |                             |
| 8    | 2025年2月22日 | 陳柏宇《關於後悔》                                                       | ★          |                             |
| 9    | 2025年3月1日  | Andy is Typing...《做自己》                                              | ★          |                             |
| 10   | 2025年3月8日  | 陳葦璇《WAKE》                                                           |            |                             |
| 11   | 2025年3月15日 | dorothy劉君冬《nothing》                                                 | ★          |                             |
| 12   | 2025年3月22日 | YUTA《狗》                                                               |            | ★                           |
| 13   | 2025年3月29日 | Dear Jane《你流淚所以我流淚》／「Dearest Dear Jane Live2025」            | ★          |                             |
| 14   | 2025年4月5日  | 章尾而《這一刻》                                                         |            |                             |
| 15   | 2025年4月12日 | 丁子朗《Sunset Lovers》                                                  | ★          |                             |
| 16   | 2025年4月19日 | Chloe 熙諭《倒數中的告別》                                               |            |                             |
| 17   | 2025年4月26日 | Nowhere Boys《給失敗者的一封信》／十周年音樂企劃「Letters of Nowhere」   | ★          |                             |
| 18   | 2025年5月3日  | 胡鴻鈞《恆溫行李》                                                       | ★          |                             |
| 19   | 2025年5月10日 | 胡子彤《兄弟打》                                                         | ★          |                             |
| 20   | 2025年5月17日 | 安俊豪《勿擾模式》                                                       |            |                             |
| 21   | 2025年5月24日 | Dark 黃明德《大鬧說謊城》                                                |            |                             |
| 22   | 2025年5月31日 | 盧冠廷、唐書琛《陪着我走》／「My Music My Life盧冠廷一生所愛演唱會2025」 | ★          |                             |
| 23   | 2025年6月7日  | 黃洛妍《我們都是藝術品》                                                 | ★          |                             |
| 24   | 2025年6月14日 | 羅力威《悠揚一曲》                                                       | ★          |                             |
| 25   | 2025年6月21日 | Robynn Yip《Eternity》                                                   | ★          |                             |
| 26   | 2025年6月28日 | JESS Law《剛好在想你》                                                   | ★          |                             |
| 27   | 2025年7月5日  | 黃淑蔓《未至於》                                                         | ★          |                             |
| 28   | 2025年7月12日 | 沈震軒《最幸運的平凡人》                                                 | ★          |                             |
| 29   | 2025年7月19日 | 力臻、Michael C《做好戀愛的覺悟》                                        | ★          |                             |
| 30   | 2025年7月26日 | Cy Leo 何卓彥《Forgiveness》                                             | ★          |                             |
| 31   | 2025年8月2日  | Zen《I Remember You》／「ZEN Back To You 香港演唱會2025」                | ★          |                             |
| 32   | 2025年8月9日  | 黃博、張家誠《有一種執著》／「中三夏日感謝祭 - 黃博演唱會」              | ★          |                             |
| 33   | 2025年8月16日 | 譚輝智、張佳添《熱身要在冧低前》                                         |            |                             |
| 34   | 2025年8月23日 | King吳崇銘《掛念你 你好嗎》                                              |            |                             |

## 派台歌曲紀錄
- 僅記錄2021年HKRIA風波和解後之派台歌曲。
- 粗體為冠軍歌曲。
- 僅記錄TVB有播放以及上榜之派台歌曲。

### 2021年
| 週數 | 歌曲                              | 歌曲                                      | 歌曲                                                                             | 歌曲                               | 歌曲                                | 歌曲                                                     |
| 11   | AGA 江海迦 CityPop                | 鄭欣宜 @princejoyce                       | 薛凱琪 哥本哈根的另一個我                                                        | 曾樂彤 不一樣的我                  | 林奕匡 時間的囚犯                   |                                                          |
| 12   | 陳奕迅 是但求其愛                 | 黃妍 天光前                               | 容祖兒 煙花紀                                                                    |                                    |                                     |                                                          |
| 14   | Jace 陳凱詠 虛擬人與我            | Supper Moment Yes I Do                    | Mike 曾比特 我不如                                                               | 陳展鵬 零歲                        |                                     |                                                          |
| 15   | Gin Lee 李幸倪 開錯燈             | JUDE 醒                                   | 施匡翹 康復期                                                                    | 王菀之 The Pink Room               |                                     |                                                          |
| 17   | 胡鴻鈞 整親                       | 何雁詩 灰夠                               | 關心妍 腍                                                                        |                                    |                                     |                                                          |
| 18   | Supper Moment 波板糖              | 谷婭溦 別再回頭                           | 石山街 暗戀家                                                                    | 洪卓立 你那邊好嗎？                |                                     |                                                          |
| 19   | HANA 菊梓喬 秘密花園              | 吳業坤 一路                               | 吳浩康 十倍速                                                                    |                                    |                                     |                                                          |
| 20   | C AllStar 留下來的人              | 林奕匡 沉思者                             | 馮允謙 思念即地獄                                                                |                                    |                                     |                                                          |
| 22   | 衛詩 面對後悔的各種方法           | 鄭秀文 萬物有時                           | 譚嘉儀 好情人                                                                    | 龔柯允 一轉眼                      |                                     |                                                          |
| 23   | 鄭欣宜 先哭為敬                   | 黃妍 無聲浪                               | 張敬軒 Sweet Escape                                                              |                                    |                                     |                                                          |
| 24   | 衛蘭 It's OK To Be Sad            | 許靖韻 情歌之後                           | Jace 陳凱詠 I Wish                                                               | 吳若希 只想你記得                  | Kerryta 心野                        | Gin Lee 李幸倪、牛牛 Hope                                |
| 25   | Twins 小小女人                    | 李璧琦 記憶的碎片                         |                                                                                  |                                    |                                     |                                                          |
| 26   | 譚嘉儀 喜愛便一起                 | 泳兒 孤毒                                 | Mike 曾比特 我不是邱比特                                                         |                                    |                                     |                                                          |
| 27   | Oscar 毓麟、戴祖儀 我們再不講再見 | Sukie S 石詠莉 期間限定                   | 李妍 佛系女孩                                                                    | 張敬軒 Sweet Escape（Aftermath）   |                                     |                                                          |
| 28   | HANA 菊梓喬 不相信別人            | Dear Jane 聖馬力諾之心                    | 陳柏宇 純白                                                                      | 譚嘉儀 天使                        | 衛詩 想改寫的事                     |                                                          |
| 29   | 連詩雅 太在意                     |                                           |                                                                                  |                                    |                                     |                                                          |
| 30   | 林欣彤 林中鳥                     |                                           |                                                                                  |                                    |                                     |                                                          |
| 31   | 林海峰 UNCLE                      | 謝安琪 離不開                             | Mike 曾比特、JC 陳詠桐 我不是邱比特                                              | 倪辰 Lala 無床共枕                 | 陳展鵬 真愛配方                     | MC 張天賦 反對無效                                       |
| 32   | 馮允謙 因愛之罪名                 | Gladys 李靖筠 差一些什麼？                | 黃妍 輕盈                                                                        | HEY JOE TRIO feat. DASH 最耀眼     | 鄭秀文 新造的人                     | 莫文蔚 初戀                                              |
| 32   | 譚嘉儀 不可能發生                 | 林峯 唱情歌的人                           | AGA 江海迦、Gin Lee 李幸倪、衛蘭、JW 王灝兒、泳兒、周柏豪、《聲夢傳奇》學員 奪金 | 葉巧琳 怪物（心獸 Version）        | 曾樂彤 拔刺                         |                                                          |
| 33   | 洪嘉豪 逆時車站                   | JUDE 私奔記                               | 謝高晉 一對受害人                                                                | 莫文蔚 戀一世的愛                  | 連詩雅 別放棄治療                   |                                                          |
| 34   | 泳兒 荊棘海                       | Gigi 張蔓姿 深夜浪漫                      | 謝霆鋒 對峙                                                                      | 朱紫嬈 明．滅                      | 張敬軒 重頭開始                     | Jace 陳凱詠 feat. Jan Curious I Wish（Poolside Version） |
| 35   | 布志綸 第一億次細胞分裂           | 鄭欣宜 罰你                               | 陳明憙 聲之靜                                                                    | 莫文蔚 呼吸有害（Rooftop Live）    | Jolie 陳逸璇 冰山大火               |                                                          |
| 36   | 小肥 廢柴                         | 谷婭溦 倔強                               | MastaMic 食色                                                                    | 趙慧珊 Aka 愛人如己                | 葉巧琳、張進翹 心獸（怪物 Version） | Gin Lee 李幸倪 feat. 張學友 日出時讓街燈安睡             |
| 36   | Jolie 陳逸璇 不再分離             |                                           |                                                                                  |                                    |                                     |                                                          |
| 37   | 林家謙 難道喜歡處女座             | Dear Jane 人類不宜飛行                    | 胡鴻鈞 今天不營業                                                                | 衛詩 懸崖有路                      |                                     |                                                          |
| 38   | 露雲娜 我的故事                   | 梁詠琪 初戀                               | 龐景峰 feat. Soda 你我情在                                                       | 鄭秀文 螢                          | 炎明熹 真話的清高                   |                                                          |
| 39   | MC 張天賦 Loser                   | AGA 江海迦 理性與任性之間                 | 周國賢 塵世美                                                                    | 施匡翹 Stay                        | 陳柏宇 結                           | 袁學謙 三百呎環遊世界                                    |
| 40   | Jace 陳凱詠 沒有無緣無故的恨      | Supper Moment 終於不回來                  | 應智越 Ophiuchus                                                                 | 李妍 Shopaholic                    | 林欣彤 鐵樹                         | 章尾而 最後的黃昏                                        |
| 40   | 姚焯菲、鍾柔美、詹天文、文凱婷 夢 | 鄭秀文 無人島                             |                                                                                  |                                    |                                     |                                                          |
| 41   | Sukie S 石詠莉 Rainy Day 詠莉日   | 鍾雨璇 feat. HEARTGREY 蘇子麟 Save A Life | 咖啡因公園 Let's D.A.N.C.E.                                                      | 林奕匡 關於愛的碎念                |                                     |                                                          |
| 42   | 王菀之 倒數                       | 林海峰 我與安多芬                         | 陳慧敏 浪                                                                        | 龔柯允 Sing A Live                 | 安俊豪 失蹤72小時                   | 鍾柔美 不想輕躺                                          |
| 43   | C AllStar 還有48小時              | 石山街 石山派                             | 何婉盈 錯到最後還是對                                                            | 張若希 毋忘我                      | 梁詠琪 秋色                         |                                                          |
| 44   | 胡鴻鈞 謝謝你的應援               | 鄭欣宜 最難行的路                         | 許靖韻 I'm Sorry                                                                 | 林家謙 難道喜歡處女座（Alter Ego） |                                     |                                                          |
| 45   | 海俊傑 一切出門之後可能發生的事   | 容祖兒 不配                               | 關心妍 原諒的力量                                                                | 高暉LK 一人搖擺派對                | 王菀之 假如讓你吻下去               |                                                          |
| 46   | 姚焯菲 原來談戀愛是這麼一回事     | 吳若希 火和火柴                           | 馮允謙 一步一悔過                                                                | Mike 曾比特 奔跑吧！               | ONE PROMISE 平凡人的自傳            |                                                          |
| 47   | 洪嘉豪 主角光環                   | 泳兒 沉溺                                 | 陳蕾 沙門                                                                        | MC 張天賦 記憶棉                   | JUDE 傻瓜機                         |                                                          |
| 48   | 黃妍 兩個月亮                     | Gladys 李靖筠 2+1=1                       | 湯寶如 錯得起                                                                    | 彭家麗 醜怪                        | 王菀之 印象                         | 梁詠琪 流金歲月                                          |
| 49   | 黃淑蔓 致未來的我                 | 陳柏宇 對得起自己                         | All For One feat. Janees 裂痕                                                    | 吳業坤 我是王                      |                                     |                                                          |
| 50   | 張敬軒 On my way                  | 胡鴻鈞、炎明熹 愛是帶種缺憾的美           | 林奕匡 解答                                                                      | Jace 陳凱詠 收聲多謝               | After Class 要為今日回憶            | 陳美齡 櫻花說                                            |
| 51   | 吳業坤、Cousin Fung 難得你和我    | 葉巧琳 難道我還未夠難                     |                                                                                  |                                    |                                     |                                                          |
| 52   | 馮允謙 冬日寂寞考                 | Gareth. T 勁浪漫 超溫馨                   | G.E.M. 鄧紫棋 兩個自己                                                           | 林峯 不計前嫌                      | Gin Lee 李幸倪 IDK                  |                                                          |

### 2022年
| 週數 | 歌曲                                              | 歌曲                                      | 歌曲                                                    | 歌曲                                       | 歌曲                                 | 歌曲                                       |  |  |
| 1    | G.E.M. 鄧紫棋 兩個你                              | 布志綸 想再和你看煙花                     | 李妍 玫瑰有刺                                           |                                            |                                      |                                            |  |  |
| 2    | 谷婭溦 我要和你在一起                             | 譚嘉儀 Eyes On Me                         | 胡鴻鈞 太多不知道                                       | 艾粒 組合                                  |                                      |                                            |  |  |
| 3    | Supper Moment feat. Timothy Sun 同眠              | 林欣彤 修養動物                           | MC 張天賦 時候不早                                      |                                            |                                      |                                            |  |  |
| 4    | Elly 艾妮 情緒勒索                                | Eagle 陳天翱 最好好好講再見               | A-Lin 盡情旋轉                                          | 李榮浩 feat. 張惠妹 對等關係               |                                      |                                            |  |  |
| 5    | 冼靖峰 一個人的幸運                               | 衛蘭 Little Miss Janice                   | 韋禮安 如果可以                                         |                                            |                                      |                                            |  |  |
| 6    | Dear Jane feat. Young Hysan 地球空心論            | 谷旻 滾回你的前度                         | 姚焯菲 靈魂伴侶                                         | 周興哲 你不屬於我                          |                                      |                                            |  |  |
| 7    | JNYBeatz feat. 林家謙 靈魂出竅練習曲              | 周國賢 身後身                             | Mike 曾比特 新年快樂                                    | 薛凱琪、麥浚龍 月球上碰面                  | Gigi 張蔓姿 一樣                     | HANA 菊梓喬 我會害怕                       |  |  |
| 8    | 陳柏宇 有我                                       | Delta T feat. JNYBeatz Creamy Boy         | Judas 羅凱鈴 且行且珍惜                                 | 黎啟峰 三生有幸給挑選                      | 炎明熹 複雜                          | 泳兒 葉落冰川                              |  |  |
| 8    | 王嘉爾                                            |                                           |                                                         |                                            |                                      |                                            |  |  |
| 9    | Eric Kwok 等埋你                                  | 咖啡因公園 所有回憶都是潮濕的             | 鍾雨璇 蛻變                                             | 五月天 feat. 周杰倫 龍捲風（2022 Version） | 瘦子 妹妹                            |                                            |  |  |
| 10   | 馮允謙 報復式浪漫                                 | 鍾柔美 Breakin' My Heart                  | 洪嘉豪 及時行樂                                         | 林峯 幼稚未完                              | 鄭世豪 不易                          | 林海峰 AUNTIE                              |  |  |
| 11   | 曾樂彤 一決高下                                   | 張蔓莎 剎那的                             | 黃妍 Little People                                      | 麋先生 反骨歸真                            |                                      |                                            |  |  |
| 12   | 冼靖峰、何晉樂、文凱婷、蔡愷穎、林君蓮 夢想這信仰 | 側田 feat. Ted Lo 第一秒                  | 侯慧寧 佚名畫                                           | J.Sheon 不良示範                           |                                      |                                            |  |  |
| 13   | 應智越 幕後花絮                                   | JW 王灝兒 納斯卡線                        |                                                         |                                            |                                      |                                            |  |  |
| 14   | 區子琳 瘟疫在愛蔓延時                             | 劉若英 誠實                               |                                                         |                                            |                                      |                                            |  |  |
| 15   | 鄭欣宜 豐乳肥臀                                   | 雷有輝 平行空間                           | Oscar 毓麟、冼靖峰 是日運氣（Duet Studio Live Version） | 五月天 月亮代表我的心（2022 Version）      | 告五人 好不容易                      | 宇宙人 藍色的你                            |  |  |
| 16   | 張馳豪 色彩背面                                   | Dark 黃明德 留班同學                      | 吳浩康 見字醫病                                         | 章尾而 Falling                             |                                      |                                            |  |  |
| 17   | 陳明憙 多謝恐懼                                   | 李施嬅 相愛萬年                           | 連詩雅 路再荒你在旁                                     | 蘇慧倫 我是我的                            |                                      |                                            |  |  |
| 18   | HANA 菊梓喬 愛無餘地                              | 陳慧敏 泰姬                               | 高暉 LK 有志無時                                        | AP 潘宇謙 我道                             | 林一峰 分分鐘需要你（2022 Version）  |                                            |  |  |
| 19   | 鍾雨璇 feat. Henik No Tomorrow                    | 泳兒 早上37.2度                           | 黃筠兒 Good Vibes Only                                  | 蘇煒喬 一百億負能量戰士                    | 五月天 香水（2022 Version）          | 熊仔 feat. 9m88 星座學家                   |  |  |
| 20   | 側田 feat. Eric Kwok 老伙記                       | 張子 保持通話Keep In Touch                | MC 張天賦 小心地滑                                      | 陳蕾 世界與你無關                          | 洪嘉豪 活人鏢靶                      | 九澤CP 偷走你的心                          |  |  |
| 21   | 馮允謙 Freakin' Nightmare                         | AGA 江海迦 Tomorrow                       | Kerryta #RBF                                            | Dear Jane 脫骹的華爾茲                     | Jace 陳凱詠 Long D                   |                                            |  |  |
| 22   | 詹天文 愛情許可證                                 | Andy 黎展峯 跳                            | 林家謙 doodoodoo                                        | Cloud 雲浩影 願望之翼                      | Gin Lee 李幸倪 剛好                  | 葉泓聲 Yes I Do                            |  |  |
| 22   | 林心如 請別愛我                                   |                                           |                                                         |                                            |                                      |                                            |  |  |
| 23   | 林欣彤 飛                                         | 布志綸 飛鳥俠                             | 何晉樂 無證騎士                                         | 石山街 先知                                | 宇宙人 你的樣子                      |                                            |  |  |
| 24   | 陳柏宇 feat. Novel Fergus 墜落                    | 安俊豪 癮                                 | DEZ 余宗遙 綠洲                                         | 魏嘉瑩 feat. 雞丁 不完美不後悔             |                                      |                                            |  |  |
| 25   | 張蔓莎 feat. Lewsz 到時見                         | Aiden 洪助昇 憑實力單身                   | ANSONBEAN RISE                                          | 鄭欣宜 我地                                | Oscar 毓麟 是日運氣（Solo Version）  |                                            |  |  |
| 26   | 張敬軒 賽勒斯的愛                                 | 吳若希 慢鏡                               | 姜麗文 爸爸放心我出嫁                                   | CY 陳宗澤 神經刀                           | 衛詩 自動修正                        |                                            |  |  |
| 27   | 衛蘭 現代戀愛安全手冊                             | JUDE 當你睡著的時候                       | Elly 艾妮 習慣被愛                                      | 黃妍 世界以痛吻我而我歌唱                  | ONE PROMISE I'll Be Fine             |                                            |  |  |
| 28   | Supper Moment 共創新篇                            | 鄺星宇 明年新人不是我                     | 張蔓姿 PANDA                                            | 黃劍文 人間飄浮                            | ZolarWind 2.0 我和成長了的我對話     |                                            |  |  |
| 29   | Dark 黃明德 沒有穿校服的日子                      | 海俊傑 平行時空                           | 林海峰 世間始終你好                                     | 郭浩皇 想想                                | 蕭秉治 都是我的錯                    |                                            |  |  |
| 30   | 馮允謙 給缺席的人唱首歌                           | 炎明熹 焰                                 | 譚嘉儀 不散                                             | 《聲夢傳奇2》學員 我超越我                 | All For One 末日現場                 | 王漢勛 恤衫                                |  |  |
| 30   | 周杰倫 最偉大的作品                               |                                           |                                                         |                                            |                                      |                                            |  |  |
| 31   | 側田 悲中帶喜                                     | 姚焯菲 #BFF                               | 施匡翹 My 1st Car                                       |                                            |                                      |                                            |  |  |
| 32   | Cloud 雲浩影 到了那裏就對吧                       | 林君蓮 N.F.T.                             | Kira 陳葦璇 一個傻瓜一個啞                              | 鍾浩賢 塵封記憶                            | 周杰倫 還在流浪                      |                                            |  |  |
| 33   | 張子 保持通話 Don't Hang Up                       | 葉巧琳 人間英靈                           | 侯慧寧 夢幻無限                                         | 崔碧珈 Get It Right                        | 谷旻 Beside You                      | 周興哲 說太多                              |  |  |
| 34   | Gin Lee 李幸倪 虛榮                               | MC 張天賦 老派約會之必要                  | 衛蘭 呼吸之間                                           | 洪嘉豪 污糟兒                              | Delta T 月下舞                       | Cheronna 吳嘉禧 而這麼多年以後             |  |  |
| 35   | 布志綸 爸爸好嘢                                   | 林家謙 邊一個發明了ENCORE                 | 應智越 Cut!                                             | 林海峰 蛋撻                                | 周杰倫 錯過的煙火                    |                                            |  |  |
| 36   | 姚焯菲、張馳豪 陽光空氣                           | 泳兒 18部半                               | 李妍 陰暗面                                             |                                            |                                      |                                            |  |  |
| 37   | 陳明憙 放下的頻率                                 | ANSONBEAN OMG（on my grind）              | Aiden 洪助昇 Mask Off                                   | 周興哲 最後一堂課                          |                                      |                                            |  |  |
| 38   | 陳健安 創作者的派對                               | JW 王灝兒 FF                              | 鍾雨璇、All For One My Fellow                           | AP 潘宇謙 Amelia                           | Travis 歐國成 Kacey                  |                                            |  |  |
| 39   | 謝高晉 謝絕關心                                   | 鄭欣宜 Glitterfalls                       | CY 陳宗澤 罐頭湯                                        | 陳柏宇 命盡頭                              | Supper Moment 太科學                 |                                            |  |  |
| 40   | 鄭融 安全駕駛                                     | The Sulis Club CRAY CRAY                  | 林欣彤 不怕                                             | 林峯 樓下有人                              | Zpecial 完全無關的事                 | 張蔓莎 未算壞                              |  |  |
| 40   | A-Lin 38一朵花                                    | 區瑞強 盼三年                             |                                                         |                                            |                                      |                                            |  |  |
| 41   | 安俊豪 還好沒有你在                               | 《聲夢傳奇》、《聲夢傳奇2》學員 Hat Trick | 李璧琦 鏡中的你好嗎？                                   | 陳曉東 這種年紀                            | G.E.M. 鄧紫棋 FIND YOU               |                                            |  |  |
| 42   | 石山街 Happy Song                                 | DEZ 余宗遙 平行線上                       | Dark 黃明德 只想和你吃漢堡                              | 黃妍 7月24日大道                           | 蘇煒喬 漸行漸遠                      | Ben Chiu feat. 黃淑蔓 我在每個宇宙都       |  |  |
| 42   | 宇宙人 無所事事                                   | 魏嘉瑩、溫妮 WINNI 傻呼呼                 |                                                         |                                            |                                      |                                            |  |  |
| 43   | 鍾浩賢 難道青春是一種鄉愁                         | Jolie 陳逸璇 拒絕再玩                     | ONE PROMISE I'm Sorry                                   | 告五人 給你一瓶魔法藥水                    | Lisa Hui 許靜雯 深呼吸               |                                            |  |  |
| 44   | 姚焯菲、鍾柔美、冼靖峰、張馳豪 青春作風           | JUDE 晚睡症                               | 孫漢霖 藍顏知己                                         | 馮允謙 Take A Breath                       | 譚詠麟、炎明熹 明天仍要繼續          | 蘇麗珊 年輕的事頭婆                        |  |  |
| 44   | 劉若英 縮影                                       |                                           |                                                         |                                            |                                      |                                            |  |  |
| 45   | TAOTAO 黃曦桃 Peachy Party                        | Tinque.C 陳薔天 奢侈的夢                  | 雷有輝 回到未來                                         | Michael C 雙重標準                         | Andy 黎展峯 To Go                    | Kerryta feat. Luna Is A Bep Time to Let Go |  |  |
| 45   | 應智越 小撇步                                     | 周杰倫 粉色海洋                           | 區子琳 抹去重來                                         |                                            |                                      |                                            |  |  |
| 46   | MC 張天賦 乾                                      | 泳兒 Little Fires Everywhere              | 許志安 人與人之間                                       | HANA 菊梓喬 隨意瞞                         | 陳柏宇 有天                          | 蔡頌思 水下的童話                          |  |  |
| 46   | 葉巧琳 勇者鬥惡言                                 | 歐信希 神挑合侶                           | 炎亞綸 You Got Me                                       | A-Lin 姊妹旅行                             | 丁噹 女字旁                          | 白安 剛好                                  |  |  |
| 47   | 衛蘭 我的視角                                     | Dear Jane 到底發生過什麼事                | 黎啟峰 棄養                                             | Robynn Yip 葉中月、林德信 Sparkling Wine   | 黎瑞恩、何晉樂 長流不息              | 蘇永康、林君蓮 假使有日能忘記              |  |  |
| 47   | 露雲娜、詹天文 荳芽夢                             | 葉振棠、冼靖峰 忘盡心中情                 | 譚俊彥、陳山聰、袁偉豪、冼靖峰、張馳豪、黃奕斌 上海灘   | 呂方、譚嘉儀 雪山飛狐                      | 張智霖、JW 王灝兒 祝君好             | 陳潔靈、姚焯菲 星夜星塵                    |  |  |
| 47   | 汪明荃、鍾柔美 華麗轉身                           | Clara Li If You Could Believe             | 韋禮安 沒有人想念沒離開的人                             | 蔡佩軒 聽不見的愛情                        |                                      |                                            |  |  |
| 48   | 潘靜文 明天開始                                   | 鍾柔美 wanna be close to u                | 陳健安 厭惡物圖鑑                                       | 蔡頌思 愈痛愈強                            | Kiri T 扭擰雪糕屋                    | 高暉 LK 柏拉圖式早餐                       |  |  |
| 48   | 彭家麗 是不是這樣的痛過人才算真正的成長過         | 韋禮安 feat. 徐佳瑩 不得不                |                                                         |                                            |                                      |                                            |  |  |
| 49   | 洪嘉豪 還原淚                                     | 炎明熹 好想約你                           | AP 潘宇謙 離開的感覺                                    | Byejack 日出的缺口                         | G.E.M. 鄧紫棋 GLORIA                 | 韋禮安 世界上最重要的人                    |  |  |
| 50   | 胡鴻鈞 我們在結束時開始                           | 鄭欣宜 恐懼蠶食心靈                       | 彭永琛 feat. 鄭鉉義 不用想念我                          | Lewsz Sick and Tired                       | Robynn Yip 葉中月 自問自答           | 蕭正楠 小小大人物                          |  |  |
| 51   | 古巨基、Dark 黃明德 一刻永恆                      | 張蔓莎 自生自滅                           | 黃妍 心的全部                                           | 蘇麗珊 愛情只是藝術品                      | 五月天 你的神曲                      | 任賢齊 在路上                              |  |  |
| 51   | 蕭秉治 我不小心愛上了我的歌迷                     |                                           |                                                         |                                            |                                      |                                            |  |  |
| 52   | VSing Hear Me Out                                 | Nowhere Boys 地球候機室                   | 陳奕迅 人啊人                                           | Cloud 雲浩影 feat. AF 氣流                 | Zpecial Not the One（Neither of Us） |                                            |  |  |
| 53   | Yan Ting 周殷廷 意外現場                          | ANSONBEAN LOVE/PAIN                       | 徐若瑄 明天不見                                         |                                            |                                      |                                            |  |  |

### 2023年
| 週數 | 歌曲                                            | 歌曲                                                  | 歌曲                                                            | 歌曲                                     | 歌曲                                                                          | 歌曲                                            |
| 1    | CY 陳宗澤 滴滴金                                | Mike 曾比特 重見                                      | 魏嘉瑩 我很好                                                   | 琳誼 Ring 人間煙火                       |                                                                               |                                                 |
| 2    | Aiden 洪助昇 生活復常                           | 谷婭溦 再也不見                                       |                                                                 |                                          |                                                                               |                                                 |
| 3    | 陳蕾、岑寧兒 言之無物                           | Gin Lee 李幸倪 Dum Dum                                | 艾粒 仍然未說的                                                 | 連詩雅 他不是你                          | 文凱婷、何晉樂、林智樂、彭詡越、潘乾政、陳泓升、王紫薇、梁宸語 想要乜嘢都可以 |                                                 |
| 4    | 陳奕迅 盲婚啞嫁                                 | 馮允謙 Me and the Moon                                | 鄺星宇 慢慢咀嚼                                                 | 應智越 週末很忙                          | 楊千嬅 還有事情可慶祝                                                         | 蔡佩軒 只想有人懂                               |
| 5    | MC 張天賦 Overkill                              | 鄭欣宜 仍會等                                         | Gladys 李靖筠 00000                                             |                                          |                                                                               |                                                 |
| 6    | 林海峰 重要嘅嘢講三次                           | Cloud 雲浩影 密切接觸者                               | 柏霖PoLin feat. A-Lin 親害的                                    |                                          |                                                                               |                                                 |
| 7    | JW 王灝兒 陪你                                  | Miss Janni、李白、大金 神奇凡人的平行時空             | 文凱婷 十秒限時                                                 | 張若凡 小鳥                              |                                                                               |                                                 |
| 8    | 吳業坤、Cousin Fung 百二歲                      | 詹天文 原來寂寞得多                                   | 張蔓莎 甜蜜在十點五十九分前                                     | 王力宏 ONE一個                           | 劉德華、吳京 細水長流                                                         | 張若凡 等待被理解的人                           |
| 8    | 安俊豪 休眠狀態                                 |                                                       |                                                                 |                                          |                                                                               |                                                 |
| 9    | 吳業坤、胡鴻鈞 友共情                           | 劉浩龍 沒人坐的梳化                                   | 黃妍 異地書                                                     | 蘇家欣 二人新世界                        | 馬天佑 第n次初戀                                                              | 陳勢安 腦袋都是你                               |
| 10   | 陳柏宇 一人傍晚藝術館                           | 林欣彤 你是我的家                                     | 許廷鏗 良心發現                                                 | Zpecial Her                              | 馮允謙 入場人士注意                                                           | 麥皓兒 愛就愛                                   |
| 10   | 韋禮安 芭樂歌                                   |                                                       |                                                                 |                                          |                                                                               |                                                 |
| 11   | MC 張天賦 世一                                  | Mike 曾比特 有誰共鳴                                  | 任暟晴 怪你過份美麗                                             | 炎明熹 今生今世                          | ANSONBEAN 聰明豆                                                              | 谷旻 逃                                         |
| 11   | XiX Miss You Much                               | 柏霖PoLin 耳後                                        | 李心潔、于子育 小黃花                                           | 陳勢安 More Than Friends                 | 阿信、告五人、白安 我們都活在進化之中                                         |                                                 |
| 12   | 陳蕾 窮人的薔薇                                 | 張馳豪 黑色素                                         | Kira 陳葦璇 高敏族                                              | Dear Jane 懷舊金曲之夜                   | 潘靜文 永遠潘朵拉                                                             | Fran 法蘭 看著我的眼睛對我說                    |
| 12   | 呂思緯 feat. 魏嘉瑩 愛的方法                    |                                                       |                                                                 |                                          |                                                                               |                                                 |
| 13   | 林家謙 小林不動產                               | 谷婭溦 Liar                                           | 炎明熹 大開眼界                                                 | 謝高晉 白羊男孩的情書                    | 告五人 一念之間                                                               |                                                 |
| 14   | 洪嘉豪 My Secret Park                           | 鄭欣宜 Believe Us                                     | 冼靖峰 BUG FIX                                                  | 張名雅 我愉快嗎                          | 許冠傑 洋紫荊（四十年紀念版）                                                 | 告五人 你所到之處（就下雨）                     |
| 15   | 黃筠兒 我不好                                   | 安俊豪 ON FIRE                                        | Andy 黎展峯 無限+1                                              | HUSH 都會愛情三角習題                    | 任賢齊 我出去一下                                                             |                                                 |
| 16   | 泳兒 同歸於盡                                   | Miss Janni 唉（annoying as hell）                     | 陳健安 繼續繼續                                                 | VSing 我要得到很多                       | HUSH 不要靠近                                                                 | 五月天 戀愛ing（2023 Version）                  |
| 17   | Gin Lee 李幸倪 單戀這件小事                     | AGA 江海迦 MIZU                                       | 尹光 feat. 阿弗 掂呀                                            | GooChan 講再見                           | 李克勤 轉捩點                                                                 | 陳慧敏 十年如一日                               |
| 17   | 葉巧琳 綜藝魂                                   | Kerryta 孤獨的戀愛家                                  | 麋先生 一種說法                                                 |                                          |                                                                               |                                                 |
| 18   | 姚焯菲 小出走                                   | 何展睿 心跳                                           | 戴祖儀 由他                                                     | 吳業坤 仍然是愛                          | 五月天 feat. 告五人 知足（2023 Version）                                      | 石山街 Way Out                                  |
| 19   | 李克勤 弦續                                     | 詹天文 沒有你的新學期                                 | 張敬軒 隱形遊樂場                                               | 許志安 不枉                              | Cloud 雲浩影 自發性神經反應                                                   | 琳誼 Ring feat. 南西肯恩 在眼淚流光之前別叫醒我 |
| 20   | 黃妍 反烏托邦三部曲                             | ANSONBEAN、kayan9896 feat. AKIKO GET WILD             | Lewsz Can't Stop                                                | 炎亞綸 地質學家                          | 李心潔 盛開                                                                   | U:NUS 塔莉亞                                    |
| 21   | MC 張天賦 花海                                  | 鄭秀文 feat. Jeffrey 魏浚笙 致我們的夢想              | 林家謙 萬一你是個好人                                           | 陳蕾 伸縮自如的愛                        | 楊千嬅 無去無來                                                               | Kiri T 歧義種子                                 |
| 21   | 伍富橋 很多很多份之一                           |                                                       |                                                                 |                                          |                                                                               |                                                 |
| 22   | DEZ 余宗遙 《3.14》                             | 張馳豪 傻瓜...不要緊                                  | Nancy Kwai 歸綽嶢 Count to Three                                | 布志綸 光之道                            | 劉德華 慢慢                                                                   |                                                 |
| 23   | 陳明憙 feat. 林一峰 17秒                        | 施匡翹 童年密碼                                       | 溫拿樂隊 由始至今                                               | Yan Ting 周殷廷 Want                     | Aster 劉芷君 浪漫候群症                                                       | 林智樂 忘記趁早                                 |
| 23   | 林沚羿 Take A Break                             |                                                       |                                                                 |                                          |                                                                               |                                                 |
| 24   | 區子琳 上載中                                   | Adrian T 宇宙之約                                     | Aiden 洪助昇 單曲循環症                                         | 吳若希 三人之境                          | 馬天佑 手指指                                                                 |                                                 |
| 25   | 陳曉東 燒光了火柴                               | Gladys 李靖筠 苛刻                                    | JW 王灝兒 分手後的自癒療程                                      |                                          |                                                                               |                                                 |
| 26   | 陳柏宇 令人期待的下集預告                       | 姜麗文 I AM WOMAN                                     | 炎明熹 Little Magic                                             | Dark 黃明德 會議終結者                   | HEA（伍仲衡、蕭正楠、區永權） HEA到爆                                         | Tik 鄧禮迪 同類                                 |
| 26   | Kyra 何潔瀅 仰望                                |                                                       |                                                                 |                                          |                                                                               |                                                 |
| 27   | 陳凱彤 結局之前一頁                             | moon tang 戀人絮語                                    | 林奕匡 台前幕後                                                 | 馮允謙 feat. Young Hysan 尋找隱世巨聲    |                                                                               |                                                 |
| 28   | 鄭俊弘 左搖右擺                                 | Nowhere Boys 我們的移動城堡                           | 彭晉 Mike P. 貧窮限制對象                                       | 黃劍文 餞別酒                            |                                                                               |                                                 |
| 29   | Gin Lee 李幸倪 企好                             | 胡鴻鈞 Give Me A Chance                               | 何雁詩 The Right Kind                                           | 古巨基、Delta T 有少少愛（2023 Version） | Dear Jane 時間管理大師                                                        |                                                 |
| 30   | 郭富城 想見便遇見                               | 陳慧敏 Why So Serious                                 | AGA 江海迦 Miss u Goodbye                                       | 鄭秀文 吃掉悲傷                          | 譚嘉儀 夜機                                                                   | 姚焯菲 這個姿態                                 |
| 30   | 鍾柔美 y2k還襯我麼？                            | 黃妍 哀傷的作者                                       |                                                                 |                                          |                                                                               |                                                 |
| 31   | Sophia 雅荍 無意識愛人                          | 溫拿樂隊 兄弟                                         | 謝東閔 同在                                                     | 譚嘉儀 Complicated                       |                                                                               |                                                 |
| 32   | 安俊豪 說好了                                   | GooChan 沙礫                                          | MC 張天賦 第二人格                                              | 溫拿樂隊 狂Loop的新歌                    |                                                                               |                                                 |
| 33   | 糖妹 明天地圖                                   | Sing Sing Rabbit、陳慧琳 The Day When We Fall in Love | 伍富橋 feat. 林穎施 和你有些                                    | 羅毓儀 完璧                              | Elly 艾妮 報復式浪漫                                                          |                                                 |
| 34   | 馮允謙 收到收到                                 | Cloud 雲浩影 無以名狀的痛                             | Gloria 歌莉雅 I'm Good If You're Good                           | 鄧小巧 瀟灑                              | 小塵埃 bye-bye                                                                |                                                 |
| 35   | MC 張天賦 抽                                    | 王馨平 威嚴背後                                       | 陳蕾 青年危機                                                   | 陳慧琳 風眼                              | 陳慧琳 我的親人                                                               | Kiri T 關我蛋治                                 |
| 35   | Zpecial 自編自導自演                            | 許廷鏗 微時                                           |                                                                 |                                          |                                                                               |                                                 |
| 36   | 泳兒 一了百了                                   | Eagle 陳天翱 如剩下一個                               | 區永權 把稿當歌                                                 | SoulJase 花見之酩                        |                                                                               |                                                 |
| 37   | 林奕匡 feat. 力臻 台前幕後 Backstage @ the city | 陳柏宇 日常事故劇場                                   | 蔡愷穎 好感的定義                                               | 鍾柔美 下一個暑假                        | 甄濟如 tbh                                                                    |                                                 |
| 38   | AGA 江海迦 feat. 陳奕迅 Special One             | 陳曉東 專注                                           | Nowhere Boys 票房毒藥                                           | 瑪姬 重頭感覺                            |                                                                               |                                                 |
| 39   | 劉德華 登場                                     | 尹光 feat. Wan K. Dear Myself                         | 羅金榮、梁凱榳、李泇霖、何博文、涂家堯、馮志豪、鮑聖光 舉世矚目 | 車婉婉 遲來的加冕                        | 側田、DEZ 余宗遙、Kerryta 一律建議分手                                        | XiX SiS                                         |
| 39   | AGA 江海迦 Count to Ten                         | I.M OVERDRIVE                                         | 九澤CP 愛在你身邊                                               |                                          |                                                                               |                                                 |
| 40   | JW 王灝兒 十三歲的天堂                          | Ring 琳誼 想你點                                      | Shawn 尚融 慢車道                                               | YUTA 情報                                | 何晉樂 深感榮幸                                                               | Kira 陳葦璇、Kerryta、楊彤 Fly Baby             |
| 40   | AP 潘宇謙 崩潰                                  | 林君蓮 Why Are You Always Looking At Me               | 陳零九 Sing To Me                                               |                                          |                                                                               |                                                 |
| 41   | Gin Lee 李幸倪 後人類的美麗與哀愁               | Ring 琳誼 明知影                                      | 葉巧琳 無窮盡                                                   | All For One 宇宙若然沒有你               | 區子琳 feat. CotaBoii 甩身                                                    | Harry Styles DayLight                           |
| 41   | 周吉佩 你是我唯一的                             | Henry Moodie Pick Up The Phone                        | 孫盛希 你的愛比我重要                                           |                                          |                                                                               |                                                 |
| 42   | 炎明熹 Only For Me                              | 莫文蔚 feat. 李銖銜、MC Jin、張淇 月光光              | ANGIE安吉 我夢見你做壞事                                        | MC 張天賦 與我無關                       | 許靖韻 偷東西的女孩                                                           | Rosalía TUYA                                    |
| 42   | Shawn 尚融 DOCASA                               |                                                       |                                                                 |                                          |                                                                               |                                                 |
| 43   | 施匡翹 feat. Heyo Savasana                      | 東山少爺、無限火力 風的季節•唄儂情深                  | 張淇 再見                                                       | 呂冠 我要妳                              | 汪小敏 南海姑娘                                                               | 張可可、陳慧 找茶                               |
| 43   | 詹天文 大雕刻家                                 |                                                       |                                                                 |                                          |                                                                               |                                                 |
| 44   | 馮允謙 給你幸福 所以幸福                        | 範泰西 海闊天空                                       | Cloud 雲浩影 放下放不下                                         | Vava 毛衍七 趕墟歸來啊哩哩               | 彭晉 Mike P. 異形                                                             | 黃霄雲、韋晴晴 星星伴月亮                       |
| 44   | 王凱 茉莉花                                     |                                                       |                                                                 |                                          |                                                                               |                                                 |
| 45   | 胡鴻鈞 愛是想觸碰卻收回手                       | Andy 黎展峯 不眠來電                                  | 林智樂 澀谷駅前等                                               |                                          |                                                                               |                                                 |
| 46   | 陳奕迅 社交恐懼癌                               | 關智斌 在風裏的我                                     | 吳業坤 feat. 戴祖儀 想跟你好好道別我怕來不及                    | 陳蕾 神的不在場證明                      | Dear Jane 浮床                                                                | 楊千嬅 未晚                                     |
| 46   | 黎明 人生遊戲                                   | Oscar 毓麟 戀愛候機室                                 | CY 陳宗澤 必要之惡                                              |                                          |                                                                               |                                                 |
| 47   | Me& Eye To Eye                                  | 吳林峰 未生                                           | 馬天佑 Let go                                                   |                                          |                                                                               |                                                 |
| 48   | Gin Lee 李幸倪 哭泣健康指南                     | 陳柏宇 懷舊是一種品味                                 | 黃妍 日光漂白                                                   | 小塵埃 拼命優雅                          | 同理Zunya feat. 王淨 Beautiful Night                                          | 鄧小巧 只記住你                                 |
| 48   | Zeno 顧定軒 Y-not-2-OK                          |                                                       |                                                                 |                                          |                                                                               |                                                 |
| 49   | 炎明熹 Crystal Clear                            | Delta T 土豪金                                        | 葉巧琳 史詩式完結                                               | Eagle 陳天翱 No Say!                     |                                                                               |                                                 |
| 50   | 吳業坤 分手前中後                               | Delta T Pretty Lady                                   | 鄧思朗 小孩子才做選擇                                           | 陳慧敏 不只一萬八千個世界                | 胡渭康 這一個家                                                               | 龔柯允 feat. Ash Don’t Wanna Move               |
| 50   | 蘇麗珊 逃避雖可恥但有用                         |                                                       |                                                                 |                                          |                                                                               |                                                 |
| 51   | 《聲夢傳奇2》學員 Stars of Joy                  | MC Jin Nobody                                         | 劉德華 道理都懂                                                 |                                          |                                                                               |                                                 |

### 2024年
| 週數 | 歌曲                                 | 歌曲                                  | 歌曲                                          | 歌曲                                        | 歌曲                                   | 歌曲                              |
| 1    | 彭家賢 feat. 木子田心捷 我覺得我係零 | Nancy Kwai 歸綽嶢 Never Mind          | Zpecial 島嶼時間囊                            | MC 張天賦 救命稻草                          | Gareth. T 緊急聯絡人                   | 林子祥、劉德華 難為正邪定分界     |
| 1    | 馬天佑 未發生的聖誕舞會              | Twins 雙喜樓                          | 陳蕾 以正義之名                               |                                             |                                        |                                   |
| 2    | 泳兒 無能 為力                       |                                       |                                               |                                             |                                        |                                   |
| 3    | 許廷鏗 一場同學                      | 關智斌 能幸福就好                     | 薛家燕、茜拉 Shila 有有有 Year of the Yo!     | Mike 曾比特 魔氈                            | Yusobeit 玉蝴蝶                        | 胡學軒 以心理健康之名             |
| 3    | Ragpickers 雌雄同體                  |                                       |                                               |                                             |                                        |                                   |
| 4    | 張敬軒 青春告別式                    | 陳明憙 Little Love                    | 陳奕迅 空城記                                 | 應智越 You're Gone                          | 姚焯菲 初心小島                        | 陳柏宇 中二寄生魂                 |
| 4    | 李璧琦 向明日乾杯                    |                                       |                                               |                                             |                                        |                                   |
| 5    | 陳健安 好好掛住                      | 高暉 LK 愛但為何…？                   |                                               |                                             |                                        |                                   |
| 6    | AGA 江海迦 Why You                   | Cloud 雲浩影 回憶半分鐘               | Dark 黃明德 自我反省                          | 吳業坤 啲咁多                               | 王菀之 Shattered                       | 乙女新夢 戀愛禁止                 |
| 6    | TAOTAO 黃曦桃 溝我吖笨               | 方俊 鼓舞                             |                                               |                                             |                                        |                                   |
| 7    | 《中年好聲音2》十四強 中年好運來     | 《亞洲超星團》全體練習生 新年快樂2024 | 《J Music》主持 越唱越強                      | 甄濟如 Forever 19                           | 洪嘉豪 黑玻璃                          |                                   |
| 8    | MC 張天賦、陳蕾 永久損毀             | 林智樂 澀谷駅前等（Acoustic Version） | 梁釗峰 遺憾與遺憾的一切                       | 吳若希 召喚絲                               | 梁釗峰 逆時針的古董錶（5046）          | 蘇家欣 愛的成人式                 |
| 8    | 王菀之 我們曾經白頭到老              | Supper Moment 我的形狀                |                                               |                                             |                                        |                                   |
| 9    | 林峯 無傷大雅                        | 鄧小巧 白髮齊眉                       | Delta T 龍中之人                              | 劉智衛 Sillybird                            | 鍾舒漫 What You Get                    |                                   |
| 10   | 陳健安 唔明你講乜                    | 黃淑蔓 I am All Alone                 | 郭浩皇 曾經的未來                             | GooChan 相逢實驗                            | Twins 夢想與夢                         | 馬天佑 受傷                       |
| 11   | 張蔓姿 過電                          | 炎明熹 透光者                         | Mike 曾比特 傾城                              | 方皓玟 神算                                 | 孫漢霖 Over You                        | Zeno 顧定軒 羅曼蒂克！            |
| 11   | 谷婭溦 同枕                          |                                       |                                               |                                             |                                        |                                   |
| 12   | 布志綸 霍金預言書                    | 林芊瑩 Let Go                         | 洪嘉豪 Truth or Dare                          | 小塵埃 Control Freak                        |                                        |                                   |
| 13   | 炎明熹、黃楚權 漫步人生路            | 陳慧敏 拯救我自己                     | 李佳 心竅                                     | CY 陳宗澤 現任榮譽顧問                      | 弦子、李杭 大地飛歌                    |                                   |
| 14   | 羅啟豪 相信 相信                     | 潘靜文 傷魚座                         | 譚嘉儀 灰燼                                   | 李白 不是詩人                               | 泳兒 撞到正                            | Jolie 陳逸璇 Thru The Night       |
| 14   | Kerryta 夜風中                       | Mike 曾比特 再回首                    | 阿細 赤的疑惑                                 |                                             |                                        |                                   |
| 15   | 林欣彤 告訴我                        |                                       |                                               |                                             |                                        |                                   |
| 16   | Aiden 洪助昇 你不是我的岸            | 張馳豪 Dirty Rhythm                   | 炎明熹 還有一艘救生艙                         | 安俊豪 墨菲定律                             |                                        |                                   |
| 17   | SADJAY 回復原廠設定                  | 陳伊霖 單戀勿語                       | 李泇霖 梅特林克的青鳥                         | ALL IN 非正統私立學園                       | Mic 周卓盈 玩偶奇遇物語                | Yan Ting 周殷廷 三生有幸          |
| 18   | 吳業坤 神聖幾何                      | 林愷鈴 現在                           | BOOM！怪物星人                                | 許靖韻 望年月                               | 黃妍 黃言                              | ANSONBEAN IMPATIENT               |
| 19   | 林家謙 喃嘸師感官漫遊                | Kiri T 至少做一件離譜的事             | 馮允謙 JAY FUNG儀態訓練學院                   | 姚焯菲 Dreamscape                           | 支嚳儀 Gotta Try                       | Cloud 雲浩影 慢性分手             |
| 19   | Edward. C 陳浩 Prelationship         | Gin Lee 李幸倪 Diff.                  |                                               |                                             |                                        |                                   |
| 20   | 容祖兒 九秒九                        | 力臻 feat. Chinky Eyes 跳跳虎         | 姚冠宇 好吧就這樣                             | Ella 陳嘉樺 願望清單                        |                                        |                                   |
| 21   | 林智樂 年輪海                        | 陳柏宇 feat. Yellow！野佬 唞          | Ashia 夢洄                                    | Sunny 李焯豪 如沒你我的勇敢怎能成立         | 深淵航行 Cruiser 有你                  |                                   |
| 22   | 陳健安 戀愛腦之死                    | 周柏豪 里程碑                         | 周吉佩 Falling for You                        | GooChan 5PM                                 | 陳曉東 蒼鷹與少年                      |                                   |
| 23   | 駱胤鳴 大半夜未肯睡                  | 鄭秀文 心魔                           | 李浩軒 單程線                                 | Nancy Kwai 歸綽嶢 Out of the Blue           | 鄧小巧 討好式戀愛                      | Arvin 曾傲棐 FM520                |
| 23   | Zpecial Drunk Call                   | 莫文蔚、The Masters 豹變              |                                               |                                             |                                        |                                   |
| 24   | 林奕匡 波希米亞（沒有）狂想曲        | 谷婭溦 我管你                         | 力臻 跳跳虎（Funky Mix）                      | 施匡翹、JC 陳詠桐 Girls Talk                | 吳業坤 幼馴染                          | 黃婉君 帥起來                     |
| 24   | Jace 陳凱詠 百妖夜行的修行           |                                       |                                               |                                             |                                        |                                   |
| 25   | 周國賢 雙兒                          | 莫文蔚、The Masters 一身焰火去羅馬    | 黃劍文、葉巧琳 盡頭重遇你                     | VIVA Topic Killa                            | Gin Lee 李幸倪 告別煤氣燈              |                                   |
| 26   | 郭富城 EXIT                          | 陳明憙 請勿打擾模式                   | 林一峰 井底蛙看畫中花                         | 羅毓儀 日落時                               | 曾樂彤 社畜完全體                      | 謝雅兒 填詞魂                     |
| 27   | 黃淑蔓 我的受保護動物                | 戴祖儀 全集中呼吸                     | moon tang 趁你旅行時搬走                      | 吳大強 Shining Friends                      | 張蔓姿 feat. 范曉萱 Crying In Bed      | 許靖韻 被吃掉的靈魂               |
| 27   | MC 張天賦 百萬大道                   | Kiri T 有些話要用英文說               | 陳伊霖 Little Emo Girl                        |                                             |                                        |                                   |
| 28   | 鍾柔美 Crack!                        | 馮允謙 在愛面前投降                   | 劉威煌 普通人                                 | 林家謙 有你聽我的故事                       | 力臻 我的課本留白處                    | 冼靖峰 無意冒犯                   |
| 28   | 泳兒 Ride It Out                     | 應智越 DOWN                           | 梁雪瑤 悲傷成長書                             | 馬天佑 斷崖                                 | JNYBeatz feat. 床哥 毒男爸爸           | 咖啡因公園 你快樂嗎？             |
| 28   | Kira 陳葦璇 左手香                   |                                       |                                               |                                             |                                        |                                   |
| 29   | MC 張天賦、姚焯菲 誰能避開戀愛這事情 | 群星 無界                             | Locksmiths 開鎖佬 我們都是這樣沒有長大的      | Nowhere Boys 兩秒                           | 張學友 很遠的地方                      |                                   |
| 30   | 鄧思朗 你為何還未睡                  | AP 潘宇謙 在你身邊                    |                                               |                                             |                                        |                                   |
| 31   | 梁釗峰 致陪伴我的                    | XiX Pretty Good                       | 詹天文 麻煩彈開                               |                                             |                                        |                                   |
| 32   | Gin Lee 李幸倪 新牌仔                | 容祖兒 One Last Time                  |                                               |                                             |                                        |                                   |
| 33   | 范明熙 隨便放閃                      | 鄧禮迪 低俗悲劇                       | 小塵埃 煙消散了                               | 侯靜伊 Sing By Soul                         | 林芊瑩 有心理準備                      | 譚嘉儀 Be with you                |
| 33   | 姚焯菲 Will You Be My Lover          | 方皓玟 我唔理啦                       | 黃妍 告白前先看天氣預報                       | 陳蕾 五瓣玫瑰                               | 莫文蔚、The Masters 未濟               | Emiko 徐嘉蔚 虛偽光彩             |
| 33   | AGA 江海迦 DRUNK DIAL                | VIVA DTR                              | Dear Jane 多謝你自己                          |                                             |                                        |                                   |
| 34   | 歐陽靖 過山車                        | Apple 凌雪怡 今年煙花特別多           | 黃奕斌 currenT                                | AP 潘宇謙 微光                              | 鄧小巧 神愛世人                        |                                   |
| 35   | 陳健安 我很不愛你                    | BOOM！怪物星人 人生就是一場遊戲       | JW 王灝兒、鍾柔美、詹天文 Proud To Be A Woman | J.Arie 一人之下                             | Imagine Dragons Wake Up                | Clara Li Never Gonna Give You Up  |
| 35   | 小肥 信我信你                        | 菲道爾、大穎 在加納共和國離婚         | AP 潘宇謙 不明白                              | 陳慧敏 趁我們還有                           | NMB48 これが愛なのか？                 | Dean Lewis、Sasha Alex Sloan Rest |
| 36   | 林奕匡 正能量 活潑 唱歌者            | Nancy Kwai 歸綽嶢 Let Go              | 丁噹 feat. 陳華 致遠道而來的我們              | JL 李冠傑 時代之後                          | Lady Gaga、Bruno Mars Die With A Smile | 江若琳 一直留在心底的事           |
| 36   | Zpecial 不理痛                       | Andy is Typing... My Big Mistake      | 范卓賢 Crush On You                           | 藤井風 Feelin' So Good                      | Ella 陳嘉樺 廢                         |                                   |
| 37   | 尹光 命硬八十                        | 周吉佩 聲音的餘溫                     | 姚焯菲、鍾柔美、詹天文 CYA                    | Andy 黎展峯 免費升級                        | OneUp Ten Outta Ten                    | 張蔓莎 細間始終你好               |
| 37   | 陳柏宇 feat. sica 可靠我             | 鄭俊弘 爛好人                         |                                               |                                             |                                        |                                   |
| 38   | 吳業坤 心拍                          | 馮允謙 無理取樂                       | 丁噹、吳若希 談戀愛                           | SiS樂印姊妹 十年過去                        | 林家謙、鄧百亨 了了                    | 李璧琦 鬥醒                       |
| 38   | 咖啡因公園 月之海夢幻樂園            | 張光宇 蕩失路                         | Cloud 雲浩影 引我笑                           | Sam Smith、Alicia Keys I’m Not The Only One | Kendy Suen 物無類聚                    | 張彥博 我們純屬意外               |
| 38   | 楊千嬅 穿越                          | 姜麗文 feat.Taecyeon 1995             |                                               |                                             |                                        |                                   |
| 39   | 姚焯菲 至少他不似你                  | Kiri T 傷心的時候別說話               | Nowhere Boys 放飛之旅                         | 鄺星宇 C EGG                                | Arvin 曾傲棐 密友圈之謎                | 李榮浩 輕輕田園系                 |
| 39   | 廖嘉敏Ashia 私人風呂                 | MC 張天賦 小心碰頭                    | Apple 凌雪怡 大人國                           |                                             |                                        |                                   |
| 40   | Dark 黃明德 框框                     | ALL IN 傳說の黃金時代                 | 譚輝智 多麼感激                               | 洪嘉豪 拜託                                 | MATCH 尾班機                           | 梁釗峰 離合的藝術                 |
| 40   | moon tang 外星人接我回去             | 林愷鈴 好奇                           |                                               |                                             |                                        |                                   |
| 41   | 陳明憙 比赤裸更赤裸                  | ANSONBEAN ONE DANCE                   | 泰倫斯 流浪之月                               | GooChan Dear Vicky                          | Gareth.T 偶像已死                      | SADJAY 可惜夜                     |
| 41   | 蔡立兒 Fly High                      | 汪明荃 Make My Day                    |                                               |                                             |                                        |                                   |
| 42   | Edward. C 陳浩、VAL 趙展彤 出海      | Icyball 冰球樂團 feat. 宋芸樺 不小心  | 方皓玟 痴根鐵粉                               | Gordon Flanders 沒有送出的詩                | OneUp 10號碼頭的半對                   | 陳慧嫻 給親愛的親愛               |
| 42   | 郭富城 您                            |                                       |                                               |                                             |                                        |                                   |
| 43   | The Weeknd Dancing In The Flames     | 張馳豪 宇宙逃生口                     | 馮允謙 會再見的                               | 何榛綦 第一零一次再見                       | Jace 陳凱詠 間歇性休眠                 | 吳欣彤 每一句                     |
| 43   | 周吉佩 第三人生                      | Chappell Roan Hot To Go!              | MFM 足跡                                      | DIFINE                                      | DIFINE Sweet Dream                     | Billie Eilish Birds of a Feather  |
| 43   | 劉德華、張子楓 親愛的小孩            | 黃劍文 默默                           | 戴祖儀 黯月                                   | 吳若希 成長的證據                           | 古巨基 就算天空塌下來                  |                                   |
| 44   | 林芊瑩 請不要說對不起                | MATCH Do You Mind                     | MATCH Mom I'd Like To...                      | 許廷鏗 自然光                               | 麥浚龍 天與地的距離                    | Gin Lee 李幸倪 可惜我們沒有       |
| 44   | VIVA Morning Call                    | 鍾雨璇 Back Off                       | YUTA 貓                                       | 竇靖童 Monday                               | Supper Moment 來到想你的時候           |                                   |
| 45   | 黎明 七十二變                        | 陳柏宇 feat. milet Cheat Day          | 冼靖峰 勇氣                                   | 林奕匡 搖籃下的歌                           | Daze in White 選取快樂                 | 支嚳儀 夜光漫遊                   |
| 45   | 谷婭溦 一級保護動物                  |                                       |                                               |                                             |                                        |                                   |
| 46   | 伍富橋 一劇之本                      | 胡子彤 男人難以說的話                 | 李白 等等等                                   | 陳泓升 最成熟的決定                         | 莫凱謙 理得你話我蠢                    | Zpecial 若果我們未曾遇過          |
| 47   | 黃妍 咖啡 鴛鴦 奶茶                  | AP 潘宇謙 給你們的20項指引            | 小肥 小心熊出沒                               | 張蔓姿 下落不明                             | 許靖韻 作賤                            | 曾樂彤 Click Me                   |
| 47   | 龔柯允 Light                         | 洪嘉豪 跟你分擔失落比較快樂           | 鄭希怡 Lady King                              | 黃奕斌 LIT                                  |                                        |                                   |
| 48   | 吳業坤 遠花火                        | 甄濟如 次次                           | 林家謙 普渡眾生                               | 梁宸語 LILIAN                               | T.MAX 海淦清 大細路                    | T.MAX 海淦清 汽水加冰             |
| 48   | 鍾柔美 Masterpiece                   |                                       |                                               |                                             |                                        |                                   |
| 49   | 方皓玟 提前分手                      | 李然 提防騙局                         | 陳奕迅 這樣很好                               | Kendy Suen 維納斯的誕生                     | 林愷鈴 愛過                            |                                   |
| 50   | JUNI 上流                            | Mike 曾比特 Talk To Me                | 陳柏宇、milet Out of the Loop                 | Me& Me & My Christmas Town                  |                                        |                                   |
| 51   | Arvin 曾傲棐 頭號粉絲                | 張光宇 女人兒                         | 曹敏寶 未結束的故事                           | XiX A0.5                                    |                                        |                                   |
| 52   | 葉巧琳 feat. JB、林奕匡 沉船啟示錄   | MC 張天賦 一百個未老先衰的方法        | 陳薔天 奇怪                                   | 李佳 再找一天忘記你                         |                                        |                                   |

### 2025年
| 週數 | 歌曲                               | 歌曲                                                            | 歌曲                                    | 歌曲                                   | 歌曲                        | 歌曲                                                              |
| 1    | OneUp 拾回鐵達尼                   | 李雯希 feat. B.O.Z 回家                                         | Nancy Kwai 歸綽嶢 Cardigan              | 陳蕾 0.1秒後的世界                     | 周柏豪 12號                 |                                                                   |
| 2    | 胡學軒 貓犬系戀愛須知              | 小塵埃 RPG                                                      | 陳慧嫻 陪伴                             | 陳柏宇 愛要親自遞給你                  | 古巨基、告五人 成長的錯     | 江若琳 一圈                                                       |
| 3    | 乙女新夢 不破不立                  | 張運兒 What am I Looking For                                    | 張運兒 無人陪我也很快樂                 | J.Arie 白金卡公主                      | Bernard Chan 在一起就好     | 馬天佑 沒有人需要明白你的需要                                     |
| 3    | 張蔓姿 後來知道了                  | 林峯 我又戀愛了                                                 |                                         |                                        |                             |                                                                   |
| 4    | 范浩賢 光之丘                      | MATCH 就此封存我們                                              | 許靖韻、洪卓立 作賤。矛盾               | Cloud 雲浩影 世界多了一個陌生人        | 李泇霖 女二                 | 李泇霖 居於心裡                                                   |
| 4    | 泰倫斯 Terence Happy For You       | 林家謙 有色眼鏡                                                 |                                         |                                        |                             |                                                                   |
| 5    | 陳健安 當我們返回現世              |                                                                 |                                         |                                        |                             |                                                                   |
| 6    | 陳柏宇 關於後悔                    | 姜皓文 哈哈哈新年喜戲                                           | 應智越 feat. JC 陳詠桐 i人情歌          | 泳兒 無糖可樂                          | 極美樂團 框                 | 極美樂團 信箱                                                     |
| 6    | 梁凱榳 City of Hope                | Jace 陳凱詠 那黑夜沒很夜                                        | AGA 江海迦 沒有咖啡的喫茶店             | Mr. 輕狂歲月                           |                             |                                                                   |
| 7    | Mike 曾比特 養分                   | 布志綸、KING 吳崇銘 你知否我是誰                                | 泰倫斯 Terence Turn me OFF              | 謝霆鋒 逆行                            | MISSY Flow With Us          | Kira 陳葦璇 WAKE                                                  |
| 7    | Oscar 毓麟、孫樂言 心動的痕跡      | Daze in White 再會 總有                                         |                                         |                                        |                             |                                                                   |
| 8    | Dear Jane 致命良藥                 | 黃千庭 突然壞天氣                                               | Gordon Flanders 全世界停電 第二年       | moon tang 二十五圓舞曲                 | MC 張天賦 說謊者            | Yan Ting 周殷廷 離別時刻                                          |
| 8    | dorothy 劉君冬 nothing             |                                                                 |                                         |                                        |                             |                                                                   |
| 9    | 姚焯菲 這個家                      | 鄧麗欣 不可得                                                   | Locksmiths 開鎖佬 陪我去台北            | 黃妍、力臻、Michael C 難道要問感情語錄 | AP 潘宇謙 想和你            | 文凱婷 曖昧博弈論                                                 |
| 9    | 吳業坤 愛情求生案內書              | 龔柯允 人設崩壞                                                 | Chloe 熙諭 倒數中的告別                 | Andy is Typing... 做自己               |                             |                                                                   |
| 10   | AGA 江海迦 Gas Station Diner       | 馬天佑 我們什麼都不是It's nothing                               | 胡子彤 兄弟打                           | 黃淑蔓 留在你在我在的腦海              | 曾樂彤 白月光               | YUTA 狗                                                           |
| 10   | 林智樂 完全因你                    | 黃妍 悲劇女主                                                   |                                         |                                        |                             |                                                                   |
| 11   | 張馳豪 Catch A Feeling             | 范明熙 請不要走                                                 | 張家輝 永遠的失眠                       | Cloud 雲浩影 你在我不遠處              | 古淖文 Follow Me            | Gin Lee 李幸倪 無愧於當初的我                                     |
| 11   | 力臻、Michael C 你是我的專屬配對   |                                                                 |                                         |                                        |                             |                                                                   |
| 12   | 張蔓莎 你是可有可無的              | Aiden 洪助昇 別想跟我再和好                                     | 歐信希 家傳之寶                         |                                        |                             |                                                                   |
| 13   | Dear Jane 你流淚所以我流淚         | 朱紫嬈 Done for the day                                         | 何家銘 混亂人生                         | 張馳豪 劇本殺                          | 林家謙 春日部               | Nancy Kwai 歸綽嶢 I tried...                                      |
| 13   | 林智樂 發夢的練習曲                | 郭家瑋、蔡咏琪 風和日麗                                         | 陳柏宇 feat. Michael C 「大丈夫」日記   | Kiri T 榮譽博士                        | Zpecial 孤獨遊              | 谷婭溦 性本善                                                     |
| 13   | 馮允謙 然之後                      |                                                                 |                                         |                                        |                             |                                                                   |
| 14   | 肥肥人 Vivian Lai 曖昧日誌         | 高暉 LK i人の戀愛哲學                                           | 章尾而 這一刻                           |                                        |                             |                                                                   |
| 15   | Nowhere Boys 給失敗者的一封信      | 黃妍 無膽匪類                                                   | 鄧小巧 其實痛是你的想像                 | CY 陳宗澤 可能性偏低但不是沒可能       | 顏志 浴室歌王               | 丁子朗 Sunset Lovers                                              |
| 16   | 區子琳 I'm not 18 or 22            | JD 靜默曲張                                                     | JD อย่างน้อยเคยได้รักกัน                     | 安俊豪 勿擾模式                        | 姚焯菲、鍾柔美 女神         | 龍婷 你是我最想要愛的人                                           |
| 16   | 小占 英健朗 綠豆芝麻               | 羅啟豪 還未分享的歌單                                           | 施匡翹、JC 陳詠桐 矛盾系女生            | 王嘉爾 GBAD                            | 林彥言 做自己的光           | 丁文俊 人有無數可能                                               |
| 17   | 陳蕾 不明文規定                    | JESS Law 世界末日才一起                                         | 布志綸 要遲少少                         | 方皓玟 步兵記                          | 衛蘭 The Best Version Of Me | 陳健安 不遲不早                                                   |
| 17   | 洪嘉豪 閃光                        | SULIS 路人潛能100                                               | 咖啡因公園 旅途愉快                     | 旨呈 feat. YY Lam 臣本布衣             | 胡鴻鈞 恆溫行李             | 何榛綦 第一萬零一次重遇                                           |
| 17   | 姚焯菲 New Fantasy                 | 張蔓姿 讓我與你在這星球                                         | Dark 黃明德 大鬧說謊城                  |                                        |                             |                                                                   |
| 18   | YEAHS 你在堅持什麼？               | 莫凱謙、古冰心 當大廈停𨋢但你需要從地面一級級行上11樓時會聽的歌 | AP 潘宇謙 幸福的軌道                    | 畢書盡 跟自己說再見                    | GJ 蔣卓嘉 愛人錯過          | 陳浚霆 大個之後                                                   |
| 18   | Robynn Yip、Claudia Koh New Me     | 詹天文 一切都是有原因的                                         | MC 張天賦 懷疑人生                      | 盧冠廷 陪着我走                        |                             |                                                                   |
| 19   | Yusobeit 正好                      | 李璧琦 彩虹下的約定                                             | 泰倫斯 Terence Dreamer                  | 丁噹 記憶咖啡                          | 熱血生物 無所事事的走       | 蘇慧倫 我到底是怕你什麼                                           |
| 19   | Nicole Kung 龔芷葳 記得那天        | Supper Moment 不想將你放下                                      | 周吉佩 GUTS                             | Mr. 魂                                 | 林家謙 四月物語             | 姜麗文 不可抗力之旅                                               |
| 20   | Amy Lo Red Flag                    | 陳柏宇 漂流木                                                   | 柏霖 捕捉心跳                           | 蕭秉治 生命只是一場夢境                | 吳若希 感激跟你能夠遇見     | JNYBeatz feat. J Jelly Last Day                                   |
| 20   | 布志綸 起身！                      | 陳明憙 櫻梅桃李                                                 | 馮允謙 She Don’t Love Me Anymore        | Gin Lee 李幸倪 白夜行                  |                             |                                                                   |
| 21   | Frankie Yip 葉彥廷 天光之城        | Gordon Flanders 心中那位住客                                    | 泰倫斯 Terence Only Reason of the Night | MATCH 老中青                           | ANGIE安吉 Just a girl       | Annabella 蔡咏琪 圖文不符                                           |
| 21   | Gareth.T 你都不知道 自己有多好     | moon tang 夜闌人靜                                              | Ashia 廖嘉敏 給世上不可或缺的人         | 羅力威 悠揚一曲                        |                             |                                                                   |
| 22   | Irene 林芊瑩 下一站                | 曾樂彤 蚊子血                                                   | Cassette 想快樂如何快樂？               | 鍾楚翹 CHOR 死亡芭比粉                 | 彭佳慧 被放棄的你           | GJ 蔣卓嘉 不是因為天氣晴朗才愛你                                  |
| 22   | Janees 黃洛妍 我們都是藝術品       | Robynn Yip Eternity                                             | VINCE 梁煒謙 夜雪                       | Cloud 雲浩影 別畏高                    | Arvin 曾傲棐 時間的碎片     |                                                                   |
| 23   | 柏霖 破繭                          | 林峯 怕悶的人 請舉手                                            | Oscar 毓麟 夢或夢                       | 劉智衛、黃劍文 樹懶與樹熊              | Feanna 黃淑蔓 未至於        | Andy 黎展峯 在山洞外等你                                          |
| 23   | Kiri T 哀傷和愛上算不算同音字      |                                                                 |                                         |                                        |                             |                                                                   |
| 24   | 鍾楚翹 CHOR 流浪密碼               | 馬天佑、魏如萱 我們什麼都不是… but we are everything            | 韋禮安、東海 最好的朋友                 | 陳勢安 你的暗號                        | 柏霖 癒合                   |                                                                   |
| 25   | Zeno 顧定軒 feat. Jace 陳凱詠 我話 | Cy Leo 何卓彥 feat. 側田 Forgiveness                            | MC Jin 再次站起來（Legends Mix）        | 林逸欣 Evelyn                          | 林奕匡 無題時想起的人       | 陳浩 Edward.C feat. 陳肇鈞、顏卓彬、謝家榮、劉舜文、香港球迷 同闖 |
| 25   | 葉巧琳 小傷疤                      | 張光宇 再見易碎物                                               |                                         |                                        |                             |                                                                   |
| 26   | One Take-off 無名                  | 梁釗峰 情緒價值補給員                                           | KING 吳崇銘 掛念你 你好嗎               | Yohee 又熙 旋轉咖啡杯                  | 畢書盡 不讓我的眼淚陪我過夜 | 小男孩樂團 Dark Side of the Sun                                   |
| 26   | 泳兒 計劃書                        | 黃博 有一種執著                                                 | Zpecial 其實最怕寫情歌                  | 小占 英健朗 三千米的約定               | YUTA 黎明教會我的事         | VIVA 不夠浪漫的我們                                               |
| 26   | JESS Law 剛好在想你                |                                                                 |                                         |                                        |                             |                                                                   |
| 27   | 陳健安 額頭有字                    | 畢書盡 多少                                                     | 柏霖 足夠的失落                         | 彭佳慧 愛了                            | Dear Jane 基本野            | 蔡明仁 MINGREN 見字如面                                           |
| 27   | 力臻、Michael C 做好戀愛的覺悟     | 容祖兒 但你要甜                                                 | 陳蕾 求救的勇氣                         | 江若琳 流著淚寫句號                    | Gareth.T 用背脊唱情歌       | 黃妍 叫吧！大笨蛋                                                 |
| 27   | Nowhere Boys 給受困者的一封信      | 方皓玟 feat. 結界師 Iz Gona B ok                                |                                         |                                        |                             |                                                                   |
| 28   | Delta T 純愛夜空                   | 連詩雅 人生使用說明                                             | 頑童MJ116 Here We Are                   | 張震嶽 媽媽的眼睛                      | 孫盛希 Tidy It Up           | Nicole Kung 龔芷葳 With You (Everything Feels So Right)           |
| 28   | 鄧小巧 轉彎到                      | 關智斌 永遠的彼得潘                                             | 沈震軒 最幸運的平凡人                   |                                        |                             |                                                                   |
| 29   | 張與辰 深海                        | dorothy 劉君冬 my love is true                                  | ANGIE安吉 BBG                           | 陳勢安 生日晚餐                        | 馮允謙 吉卜力               | 許廷鏗 我也試過的難於啟齒                                         |
| 29   | 陳柏宇 我所看見的未來              | Oscar 毓麟 唯一的心願                                           | 李蘊 由自可                             | Big Four 赤子們                        |                             |                                                                   |
| 30   | Heize Wong 黃峻𤋮 拖多幾百天       | Arvin 曾傲棐 心の進化藥                                         | 許靖韻 Just Don't Care                  | Locksmiths 開鎖佬 二十婚               | 譚輝智 熱身要在冧低前       | 林家謙 夏日之子                                                   |
| 30   | 戴祖儀 女神戀愛惱                  |                                                                 |                                         |                                        |                             |                                                                   |
| 31   | Cloud 雲浩影 你的損失              | Kiri T 中暑傷風加失戀x2                                         | 力臻 Lagchun 不打烊珈琲屋               | 楊千嬅 Live MY Life                    |                             |                                                                   |
| 32   | MC 張天賦 目擊者                   | 姚焯菲 KMC                                                      | 劉洋 別離開我                           |                                        |                             |                                                                   |
| 33   | Honey Punch 蝶式                   | 林峯 feat. Gareth.T Not Done With U                             | XiX 你唔明㗎喇                          | 張蔓姿 緊張大師                        | MC 張天賦 東邪              |                                                                   |

## 紀錄
- 最年輕冠軍歌男歌手得主：謝霆鋒 - 16歲（1997年勁歌金榜冠軍歌 - 壞習慣）
- 最年輕冠軍歌女歌手得主：姚焯菲 - 15歲3個月（2021年及2022年勁歌金榜冠軍歌 - 原來談戀愛是這麼一回事）
- 最年輕冠軍歌女歌手得主（計組合或合唱歌）：繆昀希 - 13歲8個月（2022年勁歌金榜冠軍歌 - Hat Trick）
- 最年長冠軍歌男歌手得主：郭富城 - 58歲（2024年勁歌金榜冠軍歌 - EXIT）
- 最年長冠軍歌男歌手得主（計組合或合唱歌）：彭健新 - 74歲（2023年勁歌金榜冠軍歌 - 溫拿 - 由始至今）
- 最年長冠軍歌女歌手得主：汪明荃 - 77歲（2024年勁歌金榜冠軍歌 - Make My Day）
- 非華語冠軍歌曲：
  - Can You See（英語）- 譚嘉儀（2016年勁歌金榜冠軍歌）
  - Can You Hear（英語）- 譚嘉儀（2019年勁歌金榜冠軍歌）
  - Crystal Clear（英語）- 炎明熹（2024年勁歌金榜冠軍歌）
  - GBAD（英語）- 王嘉爾（2025年勁歌金榜冠軍歌）
- 相隔最長時間登上勁歌金榜歌手得主：温碧霞 - 28年（1992年勁歌金榜第六位 - 海潮／2020年勁歌金榜第六位 - Make You Smile）

## 外部連結
- 無綫電視節目網頁-勁歌金榜 （页面存档备份，存于）

## 電視節目的變遷
| 香港 無綫電視翡翠台 星期六 23:00-23:15    | 香港 無綫電視翡翠台 星期六 23:00-23:15 | 香港 無綫電視翡翠台 星期六 23:00-23:15 |
| ----------------------------------------- | -------------------------------------- | -------------------------------------- |
|                                           | 勁歌金榜 （2023年5月27日－）           |                                        |
| 勁歌金曲 （2023年2月11日－2023年5月21日） | —                                      |                                        |